# 낙동강 대공세
낙동강 대공세(한국 한자: 洛東江大攻勢, 영어: Great Nakdong Offensive)는 6.25 전쟁 당시 1950년 9월 1일부터 9월 15일까지 이어진 북한군의 공세로 대한민국과 유엔에 대한 공격이었다. 조선인민군이 유엔군사령부가 구축한 낙동강 방어선을 돌파하기 위한 마지막 공격이었지만 이는 실패로 끝났다.
전쟁 초기 북한군은 국군과 유엔군의 방어선을 무너뜨리며 남진을 거듭했다. 8월부터 유엔군과 한국군은 140-마일 (230 km)에 달하는 한반도의 남동쪽 끝인 낙동강 방어선으로 후퇴할 수 밖에 없었지만 북한군의 남침이 시작된 이래 최대의 방어선을 구축할 수 있었다. 이 방어선으로 북한군은 측면을 뚫거나 압도적인 병력으로 방어선을 돌파할 수 없었다. 방어선에 대한 북한군의 공격은 둔화되었고, 8월 말 모든 공격 축선이 상실되었다. 방어선을 따라 발생하는 장기간의 분쟁에 대한 위험을 발견한 이후, 북한군은 국군과 유엔군의 방어선을 돌파하기 위해 9월에 대규모 공세를 준비했다.
북한군은 5개의 공격축을 바탕으로 방어선을 향한 동시다발적인 공세를 계획했다. 9월 1일 마산, 경주, 대구, 영천과 낙동강 돌출부에서 격전이 벌어졌다. 이후 부산으로 이어지는 도로에 걸쳐 피아가 2주간 치열한 공방전을 벌였다. 북한군은 병력과 장비수준에서 우세한 국군과 유엔군의 방어선을 돌파할 수 없었다. 이 공세에서 정체된 북한군은 이후 인천 상륙 작전에서 궤멸된다.

## 배경
1950년 6월 북한의 남침으로 6.25 전쟁이 발발한 이래 조선인민군은 대한민국이 붕괴하는 것을 막기 위해 남한에 파견된 대한민국 국군과 유엔군에 대해 병력과 장비 모두에서 우위를 점했다. 북한군의 전략은 모든 남쪽 진격로에서 유엔군을 적극적으로 추격하여 교전하고, 정면 공격을 가하며 부대의 양쪽 측면을 이중 포위하여 적군을 포위 및 차단한 후 혼란에 빠져 퇴각하게 만드는 것이었다. 이 과정에서 종종 장비의 상당 부분을 버리게 만들었다. 6월 25일 최초의 공세부터 7월과 8월 초의 전투에 이르기까지 북한군은 이 전략을 사용하여 모든 유엔군을 효과적으로 격파하고 남쪽으로 밀어붙였다. 그러나 8월 낙동강 방어선이 구축되면서 유엔군은 북한군이 측면을 공격할 수 없는 연속적인 방어선을 형성했으며, 우월한 유엔 보급 체계가 더 많은 병력과 보급품을 유엔군에 투입함에 따라 북한군의 병력 우위는 매일 감소했다.
8월 5일 북한군이 부산 교두보에 접근했을 때, 그들은 교두보로 진입하는 네 개의 주요 진격로에서 동일한 정면 공격 전술을 시도했다. 8월 내내 북한군 제6사단과 이후 제7사단은 마산 전투에서 미국 제25보병사단과 교전하여 초기 유엔군의 역공을 격퇴한 후 고암리와 전투산을 공격했다. 유엔군은 잘 갖춰진 장비와 많은 예비대를 보유하고 있었으므로 북한군의 공격을 반복적으로 격퇴하여 이러한 공격은 교착 상태에 빠졌다. 마산 북쪽에서는 북한군 제4사단과 미국 제24보병사단이 낙동강 돌출부 지역에서 교전했다. 제1차 낙동강 돌출부 전투에서 북한군은 미군 예비대가 대거 투입되어 이를 격퇴함에 따라 강을 가로지르는 교두보를 유지할 수 없었으며, 8월 19일 북한군 제4사단은 50%의 사상자를 내고 강 건너편으로 후퇴할 수밖에 없었다. 대구 지역에서는 북한군 5개 사단이 대구 전투 중 도시를 공격하려 여러 차례 시도했으나 유엔군 3개 사단이 격퇴했다. 특히 볼링장 전투에서 치열한 전투가 벌어졌는데, 북한군 제13사단은 공격에서 거의 전멸했다. 동해안에서는 북한군 3개 사단이 포항에서 대한민국 국군에게 패배했다. 전선 전체에서 북한군은 이러한 패배로 인해 휘청거렸는데, 이는 전쟁에서 그들의 전략이 처음으로 실패한 것이었다.
8월 말까지 북한군은 한계를 넘어섰고, 원래의 많은 부대들은 병력과 효율성이 크게 감소했다. 병참 문제는 북한군을 괴롭혔고, 식량, 무기, 장비 및 보충 병력의 부족은 그들의 부대에 치명적이었다. 8월 말까지 유엔군 사령부는 북한군보다 더 많은 전투 병력을 한국에 보유했으며, 유엔군의 항공 및 해상 우위는 북한군이 매일 불리해지는 상황에 처했음을 의미했다. 북한군의 전차 손실은 수백 대에 달했고, 낙동강 방어선 전투 당시에는 100대 미만의 전차를 보유한 반면 미군은 600대의 전차를 보유하고 있었다. 8월 말까지 북한군에게 남은 유일한 이점은 주도권이었다. 그러나 그들의 병력은 높은 사기를 유지했으며 대규모 공세를 허용할 충분한 보급품을 가지고 있었다.

## 서막
새로운 공세를 계획하면서 북한군 사령부는 유엔 해군력의 지원으로 유엔군의 측면을 공격하려는 시도는 불가능하다고 판단했다. 대신, 그들은 전투에서 성공을 거두기 위한 유일한 희망으로 교두보를 돌파하고 붕괴시키기 위해 정면 공격을 선택했다. 소련으로부터 정보를 제공받은 북한군은 유엔군이 부산 교두보를 따라 병력을 증강하고 있으며, 곧 공세를 시작하지 않으면 전투에서 승리할 수 없다는 것을 알고 있었다. 두 번째 목표는 대구를 포위하고 그 도시에 있는 유엔군 부대를 전멸시키는 것이었다. 이 임무의 일환으로 북한군은 먼저 대구로 향하는 보급선을 차단할 것이었다.
북한군 계획자들은 새로운 공세를 위해 북한군 병력을 증강했다. 원래 2개 군단에 10개 사단을 보유했던 북한군은 여러 독립 여단을 포함하여 14개 사단으로 증강되었다. 새로운 병력은 북한의 예비 병력에서 차출되었다. 원수 최용건이 북한군의 부사령관으로, 김책이 전선 사령부의 책임자로 임명되었다. 그들 아래 동부에는 김무정 중장이 지휘하는 제2군단이, 서부에는 김웅 중장이 지휘하는 제1군단이 있었다. 제2군단은 제10사단, 제2사단, 제4사단, 제9사단, 제7사단, 제6사단 및 제105기갑사단을 통제했으며, 제16기갑여단과 제104경비여단의 지원을 받았다. 제1군단은 제3사단, 제13사단, 제1사단, 제8사단, 제15사단, 제12사단 및 제5사단을 지휘했으며, 제17기갑여단의 지원을 받았다. 이 병력은 약 97,850명이었지만, 그 중 3분의 1은 미숙한 신병, 남한에서 강제 징집된 병사들로 구성되었고, 무기와 장비가 부족했다. 8월 31일까지 그들은 120,000명의 전투 병력과 60,000명의 지원 병력을 포함한 유엔군에 맞서고 있었다.
8월 20일, 북한군 사령부는 예하 부대에 작전 명령을 배포했다. 이 계획은 유엔 전선에 대한 동시다발적인 5개 방면 공격을 요구했다. 이러한 공격은 유엔 방어군을 압도하고 북한군이 최소한 한 곳에서 전선을 돌파하여 유엔군을 후퇴하게 만들 것이었다. 다섯 개의 전투 집단이 명령되었다.
1. 제6사단과 제7사단은 마산에서 미국 제25보병사단을 돌파한다.
2. 제9사단, 제4사단, 제2사단 및 제10사단은 낙동강 돌출부에서 미국 제2보병사단을 돌파하여 밀양과 영산으로 향한다.
3. 제3사단, 제13사단 및 제1사단은 미국 제1기병사단과 대한민국 제1보병사단을 돌파하여 대구로 향한다.
4. 제8사단과 제15사단은 대한민국 제8보병사단과 제6보병사단을 돌파하여 하양과 영천으로 향한다.[26]
5. 제12사단과 제5사단은 대한민국 수도기계화보병사단과 제3보병사단을 돌파하여 포항동과 경주로 향한다.

8월 22일, 북한 김일성 수상은 그의 부대에게 9월 1일까지 전쟁을 끝내라고 명령했지만, 공세의 규모로는 이것이 불가능했다. 제1집단과 제2집단은 8월 31일 23:30에 공격을 시작하기로 되어 있었고, 제3집단, 제4집단 및 제5집단은 9월 2일 18:00에 공격을 시작하기로 되어 있었다. 공격은 유엔군이 증원할 수 없을 정도로 여러 곳에서 동시에 돌파를 강제하기 위해 긴밀하게 연결되어 유엔군을 압도하는 것이었다. 북한군은 유엔군의 제공권 우위와 해상 화력에 맞서기 위해 주로 야간 공격에 의존했는데, 북한군 장성들은 그러한 공격이 유엔군이 효과적으로 사격하는 것을 막고 아군 사격으로 인한 막대한 사상자를 초래할 것이라고 믿었다.
공격은 유엔군 계획자들과 병사들을 기습했다. 8월 26일까지 유엔군은 교두보에 대한 마지막 심각한 위협을 제거했다고 생각했으며, 11월 말까지 전쟁이 끝날 것으로 예상했다. 한편, 대한민국 국군은 지금까지의 방어 실패로 인해 사기가 저하되었고, 신중한 미국 제8군 사령관 월턴 워커 중장은 존 B. 콜터 소장에게 포항동 지역으로 가서 사기 저하로 무너지고 있던 대한민국 제1군단을 강화하라고 명령했다. 유엔군은 9월 15일 인천 항구에 대한 상륙 작전인 작전명 크로마이트를 준비하고 있었고, 그 전에 북한군이 심각한 공세를 감행할 것이라고는 예상하지 못했다.

## 전투

### 경주 회랑
첫 번째 북한군 공격은 동해안의 유엔군 우측면을 강타했다. 북한군 제2군단의 북부와 동부의 총 공격은 9월 2일로 계획되었지만, 병력 5,000명 규모의 북한군 제12사단은 기계와 포항동 지역에서의 패배 이후 재정비하여 계획보다 일찍 산악 지대에서 진격하기 시작했다. 사단은 식량, 무기, 탄약이 부족했고, 병사들의 사기는 저하되어 있었다. 제12사단에 맞서고 있는 것은 대한민국 수도기계화보병사단이었다. 8월 27일 04:00, 북한군 공격이 기계 북쪽의 수도사단 제17연대 1개 중대를 점령했다. 이로 인해 전체 연대가 무너지고 퇴각했다. 그 후 동쪽의 대한민국 제18연대는 노출된 측면 때문에 후퇴했다. 대한민국 제17연대는 후퇴하면서 기계 마을을 잃었고, 수도사단 전체가 기계 계곡 남쪽으로 3 마일 (4.8 km) 후퇴했다.
워커는 콜터 소장에게 동쪽의 대한민국 국군을 관찰하라고 명령했다. 콜터는 그날 12:00에 경주에 도착했다. 워커는 그 동안 콜터를 제8군 부사령관으로 정식 임명하고, 그에게 수도사단과 제3사단, 미국 제21보병연대, 제9보병연대 제3대대, 그리고 C중대를 제외한 제73중전차대대를 통제하는 대한민국 제1군단 사령관으로 임명했다. 콜터는 이 부대들을 잭슨 특수임무부대라고 명명하고 경주의 동일한 건물에 사령부를 설치했는데, 그곳에는 대한민국 제1군단장과 KMAG 장교들이 지휘소를 두고 있었다.
콜터는 기계 지역의 북한군 침투를 제거하고, 영천 북쪽에서 포항동 북쪽 약 12 마일 (19 km) 지점의 월포리 해안까지 이어지는 고지대를 점령하고 조직하는 임무를 맡았다. 이 전선은 기계 북쪽 10 마일 (16 km)를 통과했다. 콜터는 잭슨 특수임무부대를 최대한 빨리 공격하여 기계 북쪽의 첫 고지대를 점령해야 했다. 미국 제21보병연대는 8월 27일 아침 대구 북쪽으로 이동 중이었는데, 워커가 명령을 취소하고 경주로 최대한 빨리 가서 콜터에게 보고하라고 지시했다. 콜터는 즉시 제3대대를 북쪽 안강리로 보내 대한민국 수도사단 뒤에 배치했다.
8월 28일 콜터의 공격 계획은 연기될 수밖에 없었다. 대한민국 제1군단장 김홍일 준장은 공격할 수 없으며, 사상자가 너무 많고 한국군이 지쳐있다고 말했다. 포항동 북쪽의 북한군 제5사단이 다시 남쪽으로 압박하기 시작했고, 그 앞에 있던 대한민국 제3사단은 후퇴 조짐을 보이기 시작했다. 28일, 대한민국 제3사단의 KMAG 고문과 김석원 준장은 사단이 후퇴해야 하는지 공격해야 하는지를 놓고 충돌했다. 그날 8월 28일, 워커는 대한민국 국군에게 특별 성명을 발표했으며, 이는 신성모 대한민국 국방부 장관에게도 전달되었다. 그는 대한민국 국군에게 부산 교두보의 전선을 유지할 것을 촉구했으며, 나머지 유엔군에게는 북한군이 점령지를 굳히는 것을 막기 위해 필요한 경우 역공을 가하며 최대한 단호하게 진지를 방어할 것을 간청했다.
동시에, 북한군 제5사단 일부가 포항동 남서쪽의 대한민국 제3사단을 침투했다. 콜터는 제21보병연대에게 이 침투를 격퇴하라고 지시했다. 8월 29일 낮 동안, 제21보병연대 B중대는 제73중전차대대 B중대의 전차 소대의 지원을 받아 포항동 남쪽 가장자리에서 북서쪽으로 1.5 마일 (2.4 km) 성공적으로 역공을 펼쳤고, 대한민국 국군이 뒤를 따랐다. 미군 부대들은 그 후 포항동으로 철수했다. 그날 밤 대한민국 국군은 철수했고, 다음 날 미군 보병-전차 부대는 전날의 작전을 반복했다. 제21보병연대는 그 후 포항동 북쪽과 북서쪽으로 이어지는 지역을 대한민국 제3사단으로부터 인계받았다. 또한 8월 29일, 미국 전차와 포병의 지원을 받은 대한민국 수도사단은 기계를 탈환하고 북한군의 역공에도 불구하고 밤새 지켜냈지만, 새벽에 다시 잃었다. 기계 지역에서 유엔 공습은 더욱 빨라졌다.

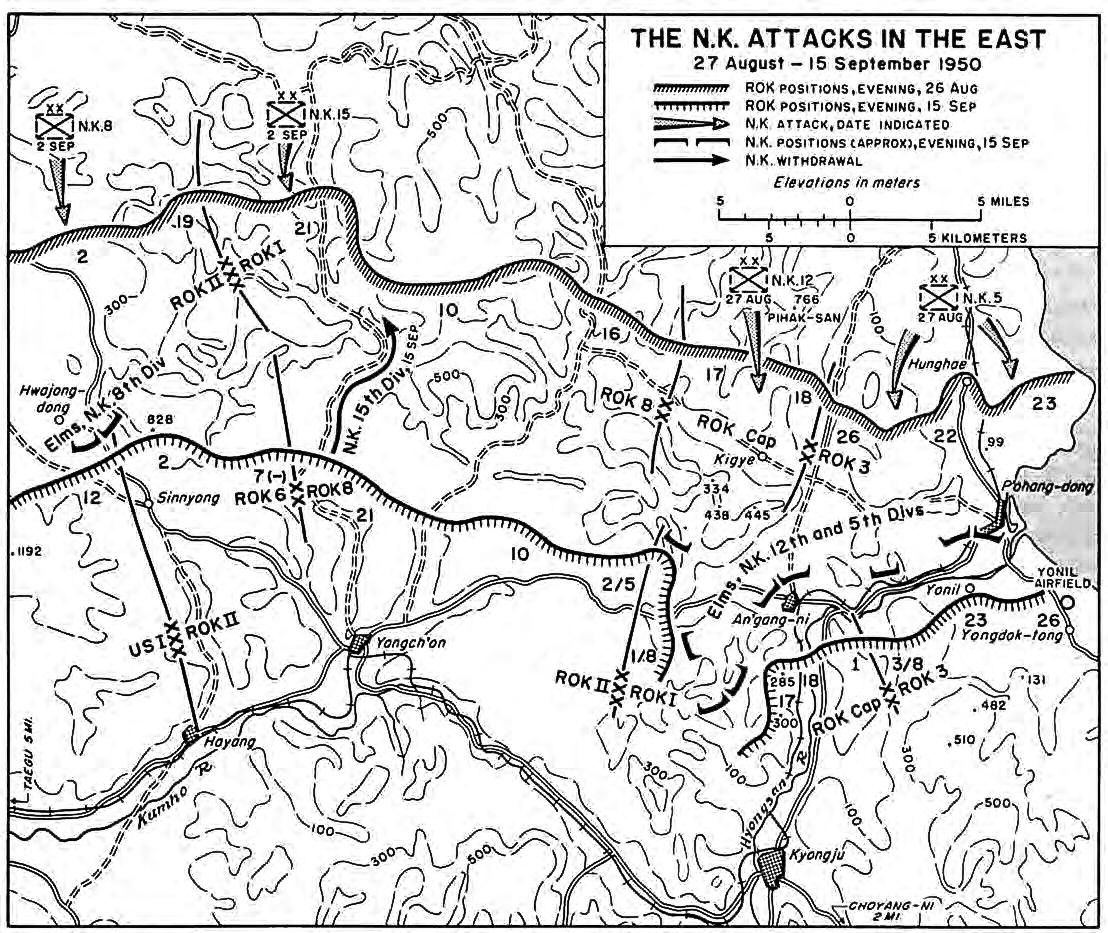
1950년 8월 27일 ~ 9월 15일, 경주 회랑에 대한 북한군의 공격.

동시에, 포항동 북쪽에서 북한군 압력이 꾸준히 증가했으며, 북한군 제5사단은 대한민국 제23연대 앞의 99고지에 병력을 계속 투입했다. 이 고지는 통제권을 놓고 거의 끊임없이 피비린내 나는 전투가 벌어져 이전에 영덕 근처 181고지만큼이나 악명 높았다. 유엔 공습과 포병 및 해군 함포 사격의 도움을 받았음에도 불구하고, 대한민국 제3사단은 이 고지를 점령할 수 없었고, 그 노력으로 많은 사상자를 냈다. 9월 2일 미국 제21보병연대는 포항동에서 북서쪽으로 공격하여 대한민국 국군이 99고지를 탈환하는 것을 돕기 위해 노력했다. 전차 소대가 포항동과 흥해 사이의 계곡 도로를 따라 이동했다. 연대장은 K중대에 99고지를 목표로 지정했다. 이 중대는 잘 파고든 북한군으로부터 99고지를 점령할 수 없었다. 황혼녘에 기계 동쪽 3 마일 (4.8 km) 지점의 대한민국 수도사단과 제3사단 경계선에 북한군 침투가 발생했다.
다음날 아침, 9월 2일 01:30, 북한군 제12사단은 북한군 제2군단의 협조된 총공격의 일환으로 기계 계곡 남쪽의 고지대에서 수도사단을 강타했다. 이 공격은 334고지 및 438고지 지역의 왼쪽 대한민국 제18연대와 445고지 지역의 오른쪽 대한민국 제17연대를 밀어냈다. 9월 3일 새벽까지 그곳의 북한군 침투는 안강리 동쪽 3 마일 (4.8 km) 지점의 중요한 동서 회랑 도로에 도달했다. 밤 동안의 이러한 진격 결과, 북한군 제12사단은 5 마일 (8.0 km)를 전진했고 수도사단은 거의 붕괴되었다. 이로 인해 콜터는 포항동 북서쪽 전선에서 제21보병연대를 철수시켜 경주 인근에 집중시켜야 했다. 제2대대는 8월 31일 연대에 합류했지만, 콜터는 이를 안강리의 특수임무부대 예비대로 유지했다. 그 대대는 이제 마을 주변에 말발굽 모양의 방어 진지를 구축했으며, 일부 병력은 동쪽으로 2 마일 (3.2 km) 떨어진 고지대에 배치되어 경주-포항동 고속도로를 보호했다. 나머지 연대는 경주 북쪽의 집결지로 모였다. 동시에 워커는 새로 창설된 대한민국 제7사단을 북한군 침투 지역으로 이동시키기 시작했다. 제5연대는 그날 오후 영천에 도착했고, 제3연대는 제1대대를 제외하고 저녁에 경주에 도착했다. 워커는 또한 콜터에게 제9보병연대 제3대대, 제9보병연대 전차중대, 그리고 제15야전포병대대를 필요하다고 판단되는 대로 사용할 수 있도록 승인했다. 이 부대들은 방어를 위해 포항공항에 대기하고 있었으며, 이전에는 다른 곳에 투입할 수 없었다.
9월 3일 낮 동안, 콜터와 KMAG 고문들은 대한민국 제3사단장과 계속해서 충돌했는데, 그는 명령에 반하여 병력을 철수시키려고 반복적으로 시도했다. 그날 밤, 9월 3일/4일, 대한민국 제1군단 전선의 나머지 부분이 붕괴되었다. 북한군 T-34 전차 3대가 대한민국 포병대대를 짓밟고 새로 도착한 대한민국 제5연대 2개 대대를 흩어지게 했다. 박격포 준비 포격에 이어 북한군은 02:20에 안강리로 진입했다. 한 시간 후 수도사단 지휘소가 마을에서 철수했고 전투는 점점 더 혼란스러워졌다. 미군 부대는 교전에서 벗어나 철수했으며, 해가 질 무렵 북한군은 마을을 점령하고 철도를 따라 남쪽으로 진격하기 시작했다.
9월 4일 12:00까지 북한군 부대는 경주-안강리 도로에 경주에서 3 마일 (4.8 km) 이내에 도로 봉쇄선을 설치했다. 포항동 지역의 대한민국 제3사단과 수도사단 사이에 2 마일 (3.2 km)의 간격이 존재했다. 그러나 유엔 전선에서 가장 큰 붕괴는 형산 계곡 서쪽과 안강리 남서쪽의 높은 산악 지대에서 발생했다. 경주 북서쪽 이 지역에는 수도사단과 서쪽의 대한민국 제8사단 사이에 8 마일 (13 km)의 간격이 있었다. 이 방향에서 북한군은 경주 회랑을 통해 남쪽으로 이어지는 철도와 도로망에 위협을 가했다. 왼편 측면에 생긴 이 큰 간격에 직면한 콜터는 미국 제21보병연대를 경주 북서쪽의 넓은 계곡과 그 경계 고지대에 배치하여 그 방향에서 오는 모든 접근을 막았다.
9월 5일/6일 밤, 포항동 내부에서 상황은 절정에 달했다. 대한민국 사단장 이준식 준장과 그의 고위 참모진 몇몇은 지휘소가 포병 사격을 받은 후 병이 들었다고 주장했다. 사단은 포항동에서 철수했고, 9월 6일 다시 북한군 수중에 떨어졌다. 대한민국 사령부는 대한민국 제1군단장과 제3사단장 모두를 해임했다. 이때 이들 주요 지휘부에 새로운 지휘관들이 임명되었다. 김백일 준장이 대한민국 제1군단 지휘를 맡았고, 송요찬 대령이 수도사단을, 이종찬 대령이 제3사단을 지휘하게 되었다.

### 영천
서쪽 대구 지역과 경주-동해안 지역 사이의 높은 산악 지대에서, 북한군 2개 사단, 제8사단과 제15사단은 9월 1일 남쪽으로 공격을 준비하여 하양과 영천 인근의 대구와 포항동 간 보급로를 끊으려 했다. 이 공격은 기계-포항 지역의 북한군 공세와 연계될 것이었다. 하양은 대구 동쪽 12 마일 (19 km), 영천은 대구 동쪽 20 마일 (32 km)에 위치한다. 북한군 제8사단은 영천 북서쪽 20 마일 (32 km) 지점의 주요 안동-신녕-영천 도로를 따라 배치되었고, 북한군 제15사단은 영천 북쪽 35 마일 (56 km) 지점의 안동 바로 아래 산악 지대에 좋지 않은 산악 도로를 따라 동쪽으로 배치되었다. 제8사단의 목표는 하양이었고, 제15사단의 목표는 영천이었는데, 사단은 어떤 대가를 치르더라도 영천을 점령하라는 명령을 받았다. 제8사단에 맞서고 있는 것은 대한민국 제6사단이었고, 제15사단 앞에는 대한민국 제8사단이 있었다.
10일간의 전투에서 북한군 제8사단은 겨우 몇 마일 전진했으며, 9월 12일이 되어서야 영천 북서쪽 14 마일 (23 km) 지점의 화정동을 점령할 수 있었다. 이 기간 동안 사단은 이를 지원하던 제17기갑여단의 21대의 새로운 T-34 전차를 거의 모두 잃었다. 화정동 바로 아래에서는 산이 도로를 막아섰는데, 동쪽에는 928고지(화산)가, 서쪽에는 작은 봉우리들이 있었다. 산악 지대에서 대구 회랑으로 이어지는 이 통로에서 대한민국 제6사단은 북한군 제8사단을 결정적으로 격파하여 거의 전멸시켰다. 9월 8일까지 일부 북한군 대대는 20명도 채 되지 않는 병력을 동원할 수 있었다.
영천 동쪽의 다음 도로에서는 북한군 제15사단이 9월 2일 대한민국 제8사단에 대한 공격을 개시했다. 병력이 훨씬 부족했음에도 불구하고, 3개 연대의 총 병력이 3,600명에 불과하다고 알려졌지만, 4일 만에 영천의 측면 회랑까지 침투했다. 마을 북쪽에서는 T-34 전차가 후방으로 침투하자 대한민국 제8사단 1개 연대가 무너졌다. 북한군 사단의 일부는 9월 6일까지 영천 내부와 남쪽에 있었다. 북한군은 마을에 머무르지 않고, 대구와 포항동 간 도로를 내려다보는 남쪽과 남동쪽 산으로 이동했다. 9월 7일, 일부 북한군 병력은 영천 남동쪽 3.5 마일 (5.6 km) 지점에 도로 봉쇄선을 설치했고, 다른 병력은 마을 남쪽 1 마일 (1.6 km) 지점의 대한민국 연대를 공격했다. 그러나 낮 동안, 제7사단 제5연대가 측면 회랑을 따라 동쪽에서 공격하여 영천 자체에서 북한군을 소탕하고 마을 북쪽에 방어 진지를 구축했다. 그러나 다음 날인 9월 8일, 북한군 제15사단의 추가 병력이 영천 앞에 도착하여 재점령했다. 그날 오후, 제1사단 제11연대가 대구 전선에서 도착하여 마을 내부와 인근의 북한군을 역공했다. 이 작전은 영천 대부분에서 북한군을 소탕하는 데 성공했지만, 일부는 여전히 남동쪽 철도역을 점령하고 있었다. 다른 병력은 경주로 향하는 도로에서 남동쪽으로 알 수 없는 거리에 있었다.
영천의 남동쪽과 동쪽 산악지대에서 북한군 제15사단은 매우 강력한 저항에 부딪혔다. 그들의 포병연대는 보병보다 앞서 나갔고, 탄약을 소진했으며, 지원 없이 대한민국 국군의 역공으로 대부분 파괴되었다. 북한군 포병 사령관은 이 작전에서 전사했다. 대한민국 제5연대와 제11연대가 영천 인근에 도착하여 사기가 저하된 제8사단을 증원한 후, 전투는 너무 치열하여 두 군대는 공동 작전을 위해 재편성할 기회가 없었다. 9월 9일과 10일, 대한민국 국군 부대는 영천 남동쪽 경주 도로를 따라 있는 산악지대에서 북한군 제15사단을 포위하여 사실상 전멸시켰다. 북한군 사단 참모장 김연 대좌는 다른 많은 고위 장교들과 함께 그곳에서 전사했다. 대한민국 제8사단의 낙오병들을 수습하고 부대들을 재편성하는 데 KMAG 장교들이 한 역할은 이 전투들의 성공적인 결과에 중요한 요인이었다. 9월 10일, 대한민국 제8사단은 영천-경주 도로에서 북한군을 소탕했다.
영천 북쪽으로 퇴각하는 북한군 제15사단의 잔존 병력을 추격한 대한민국 제8사단과 제7사단 제5연대는 거의 저항에 부딪히지 않았다. 9월 12일, 두 대한민국 국군 부대의 일부는 마을 북쪽 8 마일 (13 km) 지점에 있었다. 대한민국 국군은 이제 영천 동쪽과 경주 북쪽에서도 진격하여 전선의 돌파구를 닫았다.
동부에서 가장 위급했던 시기는 북한군 제15사단이 대한민국 제8사단을 돌파하여 영천으로 진격했을 때였다. 북한군 사단은 동쪽과 남동쪽으로 방향을 틀어 잭슨 특수임무부대의 후방이나 좌측면을 공격하려 했다. 그러나 워커가 전선 곳곳에 흩어져 있던 대한민국 제5연대와 제11연대를 신속하게 침투 지역으로 파견한 결과, 이 부대들이 돌파구를 활용하기도 전에 전멸시켰다. 워커는 경주와 영천 지역에서 북한군의 공격을 저지하는 데 필요한 증원군에 대한 판단으로 칭찬받았다.

### 대구

#### 다부동
북한군 제2군단의 4개 사단이 포항동, 경주, 영천 지역에서 남쪽으로 공격하는 동안, 나머지 3개 사단인 제3사단, 제13사단, 제1사단은 북쪽과 북서쪽에서 대구로 수렴하는 공격을 감행했다. 북한군 제3사단은 대구 북서쪽 왜관 지역에서, 북한군 제13사단은 상주-대구 도로를 따라 대구 북쪽 산맥을 따라 서쪽으로, 북한군 제1사단은 도로 바로 동쪽의 높은 산맥을 따라 공격하기로 되어 있었다.
대구를 방어하던 미국 제1기병사단은 약 35 마일 (56 km)의 전선을 가지고 있었다. 사단장 호바트 R. 게이 소장은 자신의 구역으로 진입하는 주요 진입로에 전초기지를 설치하고 3개 연대를 이 전초기지 뒤에 집중 배치했다. 워커는 9월 1일 제1기병사단에 북쪽으로 공격하여 남쪽의 미국 제2보병사단과 제25보병사단으로부터 북한군 병력을 일부 분산시키라고 명령했다. 이 명령을 받은 게이의 초기 결정은 상주 도로를 따라 북쪽으로 공격하는 것이었지만, 그의 참모와 연대장들은 모두 미국 제7기병연대 구역의 518고지를 대신 공격할 것을 촉구했다. 불과 이틀 전, 518고지는 대한민국 제1사단 구역에 있었고 북한군의 집결지로 간주되었다. 따라서 제1기병사단은 제7기병연대 구역에서의 공격과 제7기병연대 우측면에 있는 제8기병연대 제3대대 2개 중대에 의한 양동 공격을 준비했다. 이로 인해 제8기병연대는 1개 보병중대만 예비로 남았다. 이 연대의 제1대대는 볼링 앨리 서쪽과 다부동 북쪽의 산악 지대에 있었고, 제2대대는 도로를 따라 배치되었다.
518고지에 대한 이 계획된 공격은 북한군 제13사단 제19연대 소령 김성준의 망명과 일치했다. 그는 그날 황혼녘에 대규모 북한군 공격이 시작될 것이라고 보고했다. 그는 북한군 제13사단이 방금 4,000명의 보충병을 받았는데, 그 중 2,000명은 무기가 없었고, 이제 병력은 약 9,000명으로 돌아왔다고 말했다. 이 정보를 받은 게이는 모든 최전방 부대에게 공격에 대비하라고 경고했다.
대구 북서쪽 북한군에 대한 방해 공격 명령에 따라 게이는 9월 2일 제7기병연대에 518고지를 공격하여 점령하라고 명령했다. 왜관-다부동 횡단 도로의 북쪽, 두 마을 중간쯤에 위치한 이 고지는 두 지역 사이의 도로를 지배하는 중요한 지형이었다. 518고지를 확보한 후, 제7기병연대의 공격은 346고지로 계속될 예정이었다. 공습과 포병 준비 사격이 보병 공격에 앞서 이루어질 예정이었다.
9월 2일 아침, 미국 공군은 518고지와 346고지에 37분간의 공습을 감행했다. 그 후 포병이 고지에 집중 포격을 가했고, 그 후 항공기가 다시 네이팜탄을 투하하여 고지대를 불태웠다. 10:00 직후, 마지막 네이팜탄 공격 직후, 제7기병연대 제1대대는 518고지를 공격했다. 집중적인 공습과 포병 준비 사격은 북한군을 몰아내는 데 실패했다. 그들은 진지에서 올라오는 보병에 사격하여 미군 선두 부대를 정상에 미치지 못하게 저지했다. 오후에 미군 대대는 518고지에서 철수하여 북동쪽으로 490고지를 공격했는데, 그곳에서 다른 북한군 부대가 518고지의 병력을 지원하기 위해 사격했다. 다음날 12:00, 새로 도착한 제3대대는 전날 제1대대와 마찬가지로 남쪽에서 518고지에 대한 공격을 재개했으며, 결국 분대 종대로 전개되었다. 다시 공격은 실패했다. 9월 4일에도 다른 공격들이 실패했다. 518고지에서 포로로 잡힌 북한군 전방 관측병은 518고지에 1,200명의 북한군이 파고들어 있으며, 그들이 많은 박격포와 탄약을 가지고 버틸 것이라고 말했다.

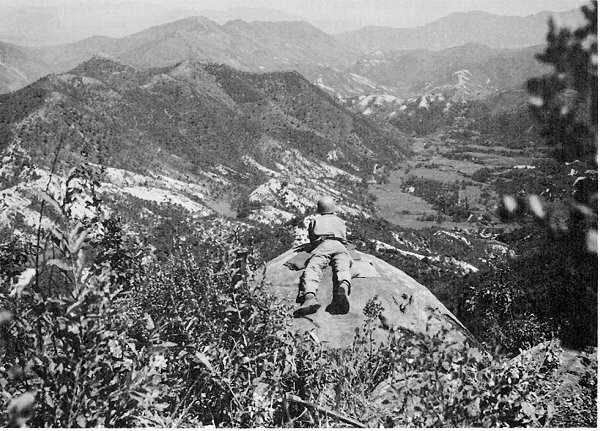
1950년 9월, 왜관 북쪽 관측소에서 518고지를 내려다보는 미국 제1기병사단 병력.

이러한 공격이 우측에서 진행되는 동안, 제5기병연대 제2대대는 9월 4일 303고지를 공격하여 점령했다. 다음날에는 역공에 맞서 고지를 유지하는 데 어려움을 겪었다. 9월 4일이 되자 제5기병연대와 제7기병연대 전면의 북한군 제3사단도 공격하고 있었고, 계속되는 공습, 포병 준비 사격, 518고지에서의 보병 노력에도 불구하고 대규모 병력을 공격하는 미군 후방으로 침투하고 있었다는 것이 분명해졌다. 그날 밤, 대규모 북한군 병력이 518고지 남쪽 경사면의 제3대대와 서쪽의 제2대대 사이의 틈을 통과했다. 북한군은 서쪽으로 방향을 틀어 464고지를 장악했다. 9월 5일까지 미국 제7기병연대 후방의 464고지에는 전방의 518고지보다 더 많은 북한군이 있었다. 북한군은 연대 동쪽의 왜관-다부동 도로를 차단하여 다른 미군 부대와의 통신이 이제 서쪽으로만 가능하게 되었다. 낮 동안 제7기병연대는 518고지에서 제한적인 철수를 감행하며 고지 점령을 포기했다.
사단의 우측에서는 다부동이 북한군 수중에 있었고, 좌측에서는 왜관이 무인지대였으며, 중앙에서는 강력한 북한군 병력이 518고지에서 남쪽으로 침투하고 있었다. 중앙의 제7기병연대는 후방의 왜관-다부동 횡단 보급로를 더 이상 사용할 수 없었으며, 포위될 위험에 처했다. 워커와 철수 계획을 논의한 후, 게이는 9월 5일 야간에 전선을 단축하고 더 나은 방어 진지를 확보하기 위해 제1기병사단에 대한 전면 철수 명령을 내렸다.
9월 5일/6일 밤에는 폭우가 내렸고 진흙으로 인해 철수하는 모든 바퀴 달린 차량과 궤도 차량의 속도가 느려졌다. 제2대대는 북한군과 교전에서 벗어나 9월 6일 03:00에 철수를 시작했다. 북한군은 제2대대가 철수하고 있다는 것을 신속하게 파악하고 공격했다. 464고지와 380고지 부근에서 대대는 날이 밝자 사실상 북한군에 포위되어 있다는 것을 알게 되었다. 홀로 이동하며 다른 모든 부대로부터 완전히 고립된 G중대는 약 80명의 병력밖에 없었으며 가장 큰 피해를 입었다.
한편, 사단 좌측에서는 303고지의 제5기병연대 제2대대가 강력한 공격을 받았고 대대장은 철수를 원했다. 이 대대는 9월 6일 303고지를 북한군에게 버리기 전에 막대한 사상자를 입었다. G중대가 464고지에서 탈출하려 하는 동안, 제2대대의 나머지 병력은 남쪽 380고지 동쪽 기슭에서 차단되었다. 그날 9월 7일 늦게, 대대는 가능한 한 빨리 어떤 경로로든 철수하라는 무선 명령을 받았다. 대대는 남서쪽으로 이동하여 제5기병연대 구역으로 들어갔다.
제2대대 동쪽에서는 9월 7일 북한군이 새로운 진지에서 제1대대를 공격하여 대대 의무대를 점령하고 4명을 사살하고 7명에게 부상을 입혔다. 그날 밤 제1대대는 제5기병연대에 배속되었다. 제7기병연대의 나머지 병력은 사단 예비대로 대구 근처 지점으로 이동했다. 9월 7일/8일 밤 동안 제5기병연대는 사단 명령에 따라 서울-대구 고속도로를 따라 새로운 방어 진지로 왜관 아래로 더 철수했다. 북한군 제3사단은 여전히 낙동강을 건너 증원 병력을 이동시키고 있었다. 관측병들은 7일 저녁 왜관 북쪽 2 마일 (3.2 km) 지점에서 병력과 포병을 실은 바지선이 강을 건너는 것을 목격했다. 8일 북한군은 왜관을 점령했다고 발표했다.
다음 날 제1기병사단의 상황은 더욱 악화되었다. 좌측면에서는 북한군 제3사단이 제5기병연대 제1대대를 왜관 동쪽 3 마일 (4.8 km) 지점의 345고지에서 철수하게 만들었다. 북한군은 전진했고 제5기병연대는 즉시 203고지와 174고지에서 치열한 시소 전투에 갇혔다. 제7기병연대 제1대대는 그 구역을 떠나 연대에 재합류하기 전에 네 차례 공격 끝에 마침내 후자의 고지를 점령했다.
제5기병연대는 9월 12일 203고지를 어렵게 유지했다. 9월 13일 00:00부터 04:00 사이에 북한군은 다시 공격하여 E중대로부터 203고지를, L중대로부터 174고지를, B중대와 F중대로부터 188고지를 점령했다. 오후 역공에서 연대는 고속도로 남쪽 188고지를 되찾았지만, 북쪽 203고지와 174고지에는 실패했다. 14일, I중대는 174고지를 다시 공격했는데, 이 고지는 이미 7번이나 주인이 바뀌었다. 이 전투에서 중대는 82명의 사상자를 냈다. 그럼에도 불구하고 중대는 고지의 한쪽만 점령했고, 북한군은 다른 쪽을 점령했으며, 두 부대 간의 수류탄 전투는 일주일 더 계속되었다. 이 시점의 제5기병연대 대대들은 병력이 너무 적어 전투 효율성이 없는 것으로 간주되었다. 이 시소 전투는 대구 북서쪽 8 마일 (13 km) 지점에서 계속되었다.

#### 가산
게이 장군은 가산 지역에서도 공격에 대비하도록 그의 사단 전선 부대 모두에게 경고했다. 대한민국 제1사단장 백선엽 소장도 병사들에게 공격에 대비하라고 다짐했다.
공격은 대구 북쪽 볼링 앨리 지역에 전력을 다해 강타했다. 공격은 상주에서 준비되지 않은 제8기병연대를 기습했다. 사단은 그 마을로 가는 도로를 따라 제대로 배치되지 않아 효과적으로 반격할 예비 병력이 부족했다. 북한군은 9월 2일/3일 밤 볼링 앨리 서쪽, 다부동 북쪽 2 마일 (3.2 km) 지점의 448고지에서 제8기병연대 제2대대를 강타하여 점령했다. 점령당한 제2대대는 다부동 남쪽에 급히 방어 진지를 구축한 제3대대를 통해 철수했다. 낮 동안 북한군 제1사단 병력은 제8기병연대 정찰소대와 국민방위군 파견대를 다부동 동쪽 4 마일 (6.4 km) 지점의 902고지 정상에 있는 가산산성에서 후퇴하게 만들었다. 따라서 9월 3일 유엔군은 다부동과 대구 북쪽 10 마일 (16 km) 지점의 지배적인 산 정상인 현지에서 가산이라고 불리는 902고지를 모두 잃었다.
북한군의 이러한 갑작스러운 대구 남쪽 진격은 워커를 걱정시켰다. 제8군은 대구 보충훈련소 소속 대한민국 대대에게 제8기병연대 후방 진지로 이동하라고 명령했고, 제1기병사단은 사단 부사령관 프랭크 A. 앨런 주니어 준장이 지휘하는 앨런 특수임무부대를 조직했다. 이 부대는 북한군이 대구 외곽으로 돌파할 경우 긴급 병력으로 사용될 예정이었다. 제8군은 제1기병사단에 902고지를 탈환하고 방어하라고 명령함으로써 다부동 도로를 따라 북한군의 진격을 저지했다. 대구 북쪽 10 마일 (16 km) 지점의 이 고지는 제8군 진지를 통해 도시까지 남쪽으로 전체를 관측할 수 있었고, 북한군 수중에 있을 경우 일반적인 정보 목적과 포병 및 박격포 사격 지시에 사용될 수 있었다.
제8기병연대 지휘관 대령 레이먼드 D. 팔머는 여러 지원 부대의 도움을 받아 산을 탈환하라는 명령을 받았다. 다음날 아침인 9월 4일, 병력은 가산으로 이동하여 다부동 도로 동쪽 2 마일 (3.2 km) 지점의 기성동 마을 근처에 집결지를 마련했다. 9월 3일 오후와 저녁 동안 북한군 제1사단 제2연대 제2대대는 가산 정상부를 점령했다. 공병중대는 9월 4일 정오경 산 남쪽 지류를 따라 난 길을 따라 산을 오르기 시작했다. 1 마일 (1.6 km)도 채 오르지 못해 중대는 두 번이나 기관총 사격을 받았다. 북한군 박격포 사격도 오르는 동안 중대에 타격을 가했지만, 중대 선두는 902고지 정상의 남쪽 팔 부분인 755고지 정상의 사발 모양 지점에 도착했다. 소대장은 90명의 중대 병력을 서쪽에서 북동쪽으로 아치를 이루는 진지에 배치했다. 제2소대는 돌담 근처의 좌측 측면을, 제1소대는 숲이 우거진 작은 언덕의 중앙 진지를, 제3소대는 숲 가장자리의 우측 측면을 맡았다. D중대 진지는 돌담으로 둘러싸인 지역 내부에 완전히 자리 잡았다.
몇몇 분대가 정찰을 위해 고지를 떠나자 북한군이 그 뒤의 주중대 진지를 공격했다. 소대는 능선에서 왼쪽의 계곡으로 내려갔다. 선두 분대의 일부 병력은 미군 진지로 돌아왔지만, 대부분은 9월 10일 가산 아래에서 북한군 진지를 통과하려다 포로로 잡혔다. D중대가 755고지에 도착한 지 약 30분 후, 추정되는 북한군 1개 대대가 902고지 정상에서 755고지로 남쪽으로 이어지는 경사면을 따라 공격을 개시했다. 중대는 이 공격을 격퇴했다. 그날 밤, 북한군 박격포와 소총 사격이 중대를 괴롭혔고, 몇 차례 작은 북한군 정찰 공격이 있었다.

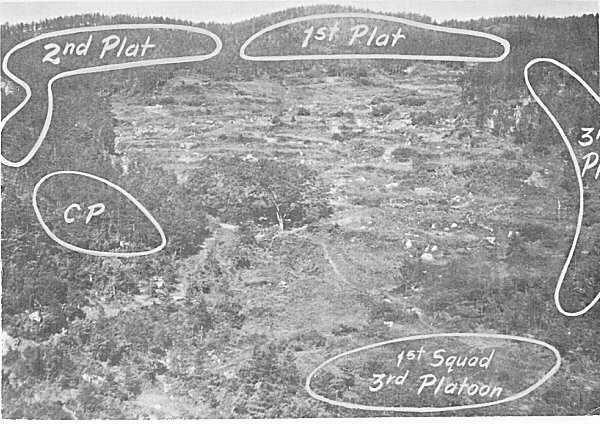
755고지 정상의 D중대 방어선.

9월 5일 새벽, 북한군이 공격했다. 공병들은 이 공격을 격퇴했지만, 일부 사상자를 냈다. 탄약이 부족해지자 미 공군 C-47 스카이트레인 항공기 3대가 지역 상공을 날아와 공중투하를 실시했다. 항공기들은 실수로 탄약과 식량 묶음을 북한군 진지에 떨어뜨렸다. 공중투하 직후, P-51 무스탕 전투기 2대가 날아와 D중대를 공격했는데, 이 또한 실수였다. 이 공중 공격 직후, 북한군 병력이 진지를 공격했다.
10:00에서 11:00 사이, 제8기병연대 E중대가 755고지 정상에 도착하여 D중대 진지 안으로 들어왔다. 북한군 사격으로 인해 여러 포터가 사망했으며, 이는 중대를 다시 뒤로 물러나게 했다. E중대 소대가 D중대에 합류한 직후, 북한군은 다시 공격했지만 실패했다. 미군 부대들은 탄약이 떨어져 노획한 북한군 장비에 의존했다. 13:30, 게이는 제8기병연대에 병사들을 가산에서 철수시키라고 명령했다. 게이는 고지를 확보하고 유지할 병력이 부족하며, 북한군도 포병 및 박격포 사격 지시를 위한 관측 지점으로 고지를 활용할 만큼의 탄약이 부족하다고 판단했다. 비가 다시 내리기 시작했고, 산 정상에는 짙은 안개가 껴 가시성이 크게 줄어들었다. 마지막 부대들이 철수를 시작하자 북한군은 다시 공격했다. D중대의 남은 모든 병력이 집결했을 때, 중대는 50%의 사상자를 입었으며, 18명이 부상하고 30명이 작전 중 실종되었다.
9월 4일 가산 근처에서 대한민국 제1사단 병사들이 북한군 한 명을 포로로 잡았는데, 그는 약 800명의 북한군 병사들이 가산에 있었고, 북쪽에서 3개 대대가 그들을 뒤따르고 있었다고 말했다. 공병중대는 북한군 점령 지역 내에서 잠시 동안 방어선을 구축하는 데 성공했을 뿐이었다. 9월 5일 저녁까지 가산은 약 5개 대대, 총 약 1,500명의 병력이 산과 그 전방 경사면에 주둔하여 북한군 수중에 확실히 있었다. 9월 10일까지 T-6 모스키토 정찰기가 관측한 바에 따르면 가산 능선에는 400-500명의 북한군이 있었다. 이제 가산이 확실히 점령되면서 북한군 제13사단과 제1사단은 내리막길을 따라 대구로 진격할 준비를 했고, 다음 날 격퇴된 도로 봉쇄선을 설치했다. 9월 7일 제1기병사단이 거의 모든 곳에서 후퇴했음에도 불구하고, 워커는 사단과 대한민국 제2군단에 902고지와 가산을 공격하여 점령하라고 명령했다. 9월 8일 아침, 추정되는 1,000명의 북한군 병력이 대구 북쪽 8 마일 (13 km) 지점의 570고지에 있었고, 워커는 제1기병사단 지역의 동쪽 측면에 대한 계속적인 압력이 부산 교두보의 유엔군에게 가장 즉각적인 위협이라고 판단했다. 같은 날, 제1기병사단은 7기병연대 제3대대에 의한 570고지 공격 계속 계획을 취소했는데, 이는 570고지 남쪽과 동쪽의 314고지와 660고지를 북한군 병력이 위협했기 때문이었다.
대구로 향하는 이 진격의 한가운데서, 유엔군에게 탄약 부족이 심각한 문제가 되었다. 제8군은 9월 10일 105mm 곡사포 탄약 배급량을 비상시를 제외하고 하루 포당 50발에서 25발로 줄였다. M1 카빈 탄약도 심각하게 부족했다. 한국에 처음 도착한 8인치 곡사포를 보유한 제17야전포병대대는 탄약 부족으로 전투에 참여할 수 없었다.
북한군 제1사단은 이제 제1기병사단의 우측면을 우회하여 대한민국 제1사단 구역으로 이동하기 시작했다. 1,200명의 병력을 가진 제2연대는 902고지 부근에서 동쪽으로 6 마일 (9.7 km)를 진격하여 웅장한 4,000-피트-high (1,200 m) 높이의 팔공산에 도달했다. 9월 10일 새벽경 팔공산 정상에 도달했고, 얼마 후 새로운 보충병들이 대한민국 국군 진지를 향해 돌격했다. 대한민국 국군은 돌격을 격퇴하여 공격 병력의 약 3분의 2를 사살하거나 부상시켰다.
미국 제1기병사단은 이제 대부분의 전투 부대를 대구 북쪽 우측면에 집중시켰다. 제8기병연대에 배속된 제7기병연대 제3대대는 다부동 도로를 따라 대구 북쪽 6 마일 (9.7 km) 지점의 181고지와 182고지에 그 연대 뒤에 있었다. 제7기병연대의 나머지 병력(제1대대는 낮 동안 연대에 재합류했다)은 북한군과 도시 북동쪽 3 마일 (4.8 km)에 위치한 대구국제공항 사이의 금호강 계곡 후방 우측에 있었다. 제5기병연대는 대구 북서쪽 8 마일 (13 km) 지점의 왜관 도로를 따라 있는 고지대에 배치되었다. 좌측에는 전체 제8공병전투대대가 보병으로 배치되어 대구 동쪽 낙동강과 합류하는 지점 근처 금호강을 가로지르는 다리를 지키는 임무를 맡았다.
9월 11일 대구 북쪽 660고지와 314고지 부근의 전투는 치열하고 혼란스러웠다. 한동안 제1기병사단은 제7기병연대 제3대대의 저지 진지까지 돌파당할 것을 우려했다. 사단의 소총 중대는 병력이 매우 부족했다. 제8기병연대 제3대대가 9월 11일 570고지를 다시 헛되이 공격하는 동안, 북한군 병사들이 그곳에서 남동쪽으로 2 마일 (3.2 km) 떨어진 314고지 정상을 점령했고, 그만큼 대구에 더 가까워졌다. 제8기병연대 제3대대는 570고지 공격에서 급히 현장으로 달려와 진지를 탈환하려 했다. 제7기병연대 제3대대 지휘소는 9월 12일 공격 명령을 내리고 8기병연대 전선을 통해 314고지를 공격할 준비를 하는 동안 침투하는 북한군과 싸워야 했다. 12일의 이 공격은 대구 북쪽에서 북한군 제13사단과 제1사단을 저지하려는 더 큰 미군과 대한민국 국군의 역공의 일부였다. 제7기병연대 제2대대는 314고지 동쪽의 660고지에서 대한민국 국군 부대를 교체하고 그 고지를 확보하는 임무를 맡았다. 더 동쪽에서는 대한민국 제1사단이 팔공산에서 가산 방향으로 공격하는 임무를 맡았다. 이 시점 북한군이 점령한 대구에서 가장 가까운 지점은 314고지였다. 북한군 제13사단은 이 고지 점령을 중요하게 여겼고 약 700명의 병력을 집중시켰다. 북한군은 314고지를 대구로 다음 진격하는 데 사용할 계획이었다. 이 고지에서 대구까지 관측할 수 있었고, 대구 분지를 둘러싸는 남쪽의 작은 고지대들을 지배했다. 314고지는 실제로 570고지 동쪽에 인접해 있으며 깊은 협곡으로만 분리된 500 미터 (1,600 ft) 고지대의 남쪽 봉우리이다. 남쪽 지점은 314 미터 (1,030 ft)까지 솟아 있으며 능선은 그곳에서 북쪽으로 여러 봉우리를 이루며 이어진다. 능선은 1 마일 (1.6 km) 길이이며, 고지대의 모든 면은 매우 가파르다.
제임스 H. 린치 중령이 이끄는 제7기병연대 제3대대는 314고지 공격 전날 후방 부대를 제외하고 535명이었다. 미군은 고지를 점령하고 역공을 막아냈다. 중대 내 많은 장교들이 부상당했지만 후송을 거부하고 공격을 계속했다. 314고지에 있던 북한군 병사들은 미군 군복, 헬멧, 전투화를 착용하고 있었다. 많은 이들이 M1 개런드와 카빈총을 가지고 있었다. 고지에는 약 200명의 북한군 시체가 있었다. 그곳에 있었던 것으로 추정되는 다른 500명 중 대부분은 부상당했거나 실종되었다. 9월 12일 314고지 점령 이후, 대구 북쪽 상황은 개선되었다. 9월 14일 제8기병연대 제2대대가 공격하여 314고지에서 지원 사격을 받으며 제13사단 제19연대의 570고지 일부를 점령했다.
오른쪽 군대 경계를 넘어, 대한민국 제1사단은 북서쪽으로 공격을 계속하여 가산 가장자리까지 진격했다. 대한민국 제11연대는 9월 14일 황혼녘에 755고지를 점령했고, 대한민국 제15연대의 소규모 부대들이 동시에 가산 지역의 돌담에 도달했다. 대한민국 국군과 북한군 병사들은 밤새 그리고 15일까지 가산에서 755고지와 783고지를 거쳐 팔공산까지 이어지는 높은 산등성이의 여러 지점에서 싸웠다. 대한민국 제1사단은 나중에 약 3,000명의 북한군이 가산의 성벽 안에 있었고 약 1,500명 또는 2,000명이 정상 근처 성벽 밖에 있었다고 추정했다. 이 시점 북한군 제1사단의 주력은 가산과 그 주변으로 점차 철수하고 있었다. 북한군 제13사단도 북쪽으로 철수하고 있다는 징후가 있었다. 9월 14일 오후 항공 관측병들은 약 500명의 북한군 병력이 다부동에서 북쪽으로 이동하고 있다고 보고했다. 이러한 희망적인 징후에도 불구하고, 워커는 대구의 최종 근접 방어를 계속 준비했다. 이의 일환으로 국민방위군 14개 대대가 도시 주변에 참호를 팠다.
9월 15일 대구 북쪽에서 전투는 끊이지 않았다. 제8기병연대 제2대대는 여전히 다부동 고속도로 동쪽의 570고지 통제권을 확보하기 위해 싸웠다. 다른 쪽에서는 제8기병연대 제3대대가 제8기병연대와 제5기병연대 사이의 간격에 북한군 병력이 침투한 401고지를 공격했다. 401고지에서의 전투는 특히 치열했다. 해가 질 무렵 양측 모두 산에 병력을 가지고 있었다.

### 낙동강 돌출부

#### 제2차 낙동강 돌출부 전투

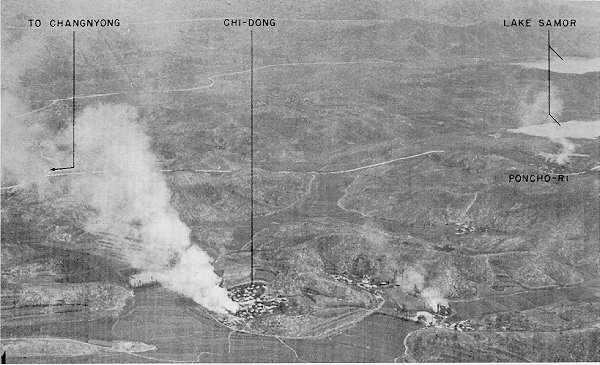
1950년 창녕 방어 진지.

북한군의 9월 1일 공세 동안, 미국 제35보병연대, 제25보병사단은 마산 북쪽 남강 전투에 집중적으로 투입되었다. 제35연대 우측면, 남강과 낙동강의 합류점 바로 북쪽에는 미국 제9보병연대, 제2보병사단이 있었다. 그곳에서 제2보병사단 구역의 최남단에서 제9보병연대는 이전에 제1차 낙동강 돌출부 전투가 벌어졌던 낙동강 돌출부 지역을 포함하여 20,000 야드 (18,000 m)가 넘는 길이를 가진 지역을 방어했다. 이 강변 진지에 있는 각 미군 보병중대는 3,000 피트 (910 m)에서 4,000 피트 (1,200 m)에 이르는 전선을 가지고 있었고, 부대들이 넓은 전선에 매우 넓게 퍼져 있었기 때문에 주요 고지와 관측 지점만 점령하고 있었다.
8월 마지막 주 동안, 이 고지대에 있던 미군 병사들은 강 건너편에서 소규모 북한군 활동을 목격했는데, 이는 북한군이 낙동강 서쪽의 고지대를 미군의 가능한 공격에 대비하여 조직하는 것으로 생각했다. 제9보병연대의 전방 진지에 대한 가끔 공격이 있었지만, 최전방 병사들에게는 이는 단지 일반적인 정찰 활동으로 보였다. 8월 31일, 대부분의 한국인 민간인 노동자들이 전선에서 도피했을 때 유엔군은 임박한 공격에 대해 경고를 받았다. 정보 장교들은 공격이 임박했다고 보고했다.
낙동강 서쪽에서는 북한군 제9사단장 박교삼 소장이 8월 28일 사단에 작전 명령을 하달했다. 다가오는 공격에서 사단의 임무는 밀양과 삼랑진 지역을 점령하여 미군 제2사단의 대구와 부산 사이 보급 및 철수 경로를 차단함으로써 낙동강 돌출부의 미군 병력을 측면 공격하고 전멸시키는 것이었다. 그러나 북한군은 미국 제2보병사단이 최근 낙동강을 따라 있는 진지에서 제24보병사단을 교체했다는 사실을 알지 못했다. 따라서 그들은 더 약한 저항을 예상했다. 제24사단 병력은 수개월간의 전투로 지쳐 있었지만, 제2사단 병사들은 신선하고 한국에 새로 도착한 병력이었다. 그들은 최근에야 전선에 투입되었다. 북한군은 어둠을 틈타 특정 지점에서 낙동강을 건너기 시작했다.
백진 나루터에서의 첫 번째 북한군 도하 작전은 중박격포 소대를 무기 설치 작업 중에 불시에 기습했다. 또한 도하 지점에서 0.5 마일 (0.80 km) 떨어진 209고지 기슭에 있던 제9보병연대 D중대와 H중대 병력 대부분을 기습했다. 북한군은 그곳에서 많은 병사들을 사살하거나 포로로 잡았다. 첫 번째 중화기 운반조가 고지로 올라가던 중 북한군 공격이 아래 병력들을 덮쳤다. 이들은 서둘러 정상으로 이동하여 선발대가 기다리고 있던 곳에서 모두 급히 작은 방어선을 구축했다. 이 집단은 밤새 공격을 받지 않았다.
21:30부터 자정 직후까지 북한군 제9사단은 여러 지점에서 낙동강을 건너 조용히 9보병연대의 강변 진지를 향해 고지를 올랐다. 그 후, 포병 사격 준비가 끝나자 북한군 보병은 공격을 개시할 준비가 되었다. 이 공격은 연대 구역의 북부에서 시작되어 빠르게 남쪽으로 확산되었다. 각 도하 지점에서 북한군은 차량과 장갑차를 위한 부교를 건설하기 전에 현지 유엔군 방어군을 압도했다.
02:00에 B중대가 공격을 받았다. B중대 양쪽의 고지대는 이미 공격을 받고 있었고, 강에서 1.5 마일 (2.4 km) 떨어진 험준한 지형인 311고지 역시 북한군의 주요 즉각적인 목표였다. 209고지에서 북한군은 B중대를 진지에서 몰아내면서 막대한 사상자를 입혔다.
9월 1일 03:00, 제9보병연대는 유일한 예비대인 E중대에게 영산-낙동강 도로를 따라 서쪽으로 이동하여 클로버리프힐과 오봉리 능선 사이의 고개에 저지 진지를 구축하라고 명령했는데, 이 고개는 강에서 3 마일 (4.8 km), 영산에서 6 마일 (9.7 km) 떨어져 있었다. 이 곳은 제1차 낙동강 돌출부 전투에서 치열한 전투가 벌어졌던 중요한 지형이었다. 고개에서의 전투는 02:30에 시작되었다. 03:30, 강력한 북한군 부대가 고개 동쪽 도로를 따라 진지에서 강력한 자동화기 사격을 가하며 기습했다. 클로버리프힐과 오봉리 능선의 중요한 부분을 점령한 북한군은 고지대를 통제했다. 이제 미국 제2보병사단은 영산 방어를 상대적으로 열악한 방어 지형인 마을 서쪽 가장자리의 낮은 고지대에 의존해야 했다.
낙동강을 따라 있는 제2보병사단 전선의 제9보병연대 구역 북쪽에서, 미국 제23보병연대는 8월 29일에 막 제38보병연대 제3대대를 교체했으며, 이 부대도 불과 며칠 전에 제24보병사단 제21보병연대를 교체했었다. 연대는 북쪽의 미국 제1기병사단에 배속된 제3대대 없이 낙동강에 16,000 야드 (15,000 m)의 전선을 맡았다. 8월 31일 제2사단은 E중대를 남쪽으로 제9보병연대 구역의 예비 진지로 이동시켰다.
21:00에 2소대의 미군 강변 진지에 대한 두 시간 동안의 북한군 포병 및 박격포 준비 포격이 시작되었다. 포격이 이어지는 동안 북한군 보병은 어둠 속에서 포격 엄호 아래 강을 건너 고지를 올랐다. 23:00에 포격이 멈추고 북한군은 대대 전초선 전체를 따라 공격했다. 밤새 북한군 공격이 전개되면서 제1대대는 C중대를 제외한 병력 대부분을 우포늪 바로 북쪽과 그곳의 고지대로 철수시키는 데 성공했는데, 이곳은 강에서 동쪽으로 3 마일 (4.8 km), 마을 서쪽으로 5 마일 (8.0 km) 떨어진 창녕으로 향하는 북쪽 도로를 덮고 있었다. B중대는 이 작전에서 큰 피해를 입었다.
제1대대에 닥친 재앙 소식이 연대 본부에 전해지자, 제2사단 예비대인 G중대와 F중대가 제1대대와 남쪽으로 부곡리 및 C중대로 향하는 후자를 돕기 위해 파견되었다. 이 병력은 C중대에 도달할 수 없었지만, 칼 C. 젠슨 중령은 C중대의 잔병을 수습하여 산호호수 위 본초리 근처 창녕으로 향하는 이 주요 접근로를 가로지르는 고지대를 점령하고 그곳에 방어 진지를 구축했다. 미국 제2사단은 E중대를 연대에 배속시켰고, 다음 날 E중대는 F중대와 합류하여 창녕 앞에 있는 제23연대의 주요 방어 진지가 되었다. 밤 동안 북한군 병력은 제1대대의 북쪽 저지 진지의 우측면을 우회하여 사단 포병 진지 근처 후방 3 마일 (4.8 km) 지점의 도로에 도달했다. 제23보병연대 본부 및 근무 중대와 기타 연대 소속 부대들이 마침내 창녕 북서쪽 5 마일 (8.0 km) 지점의 연대 지휘소 근처에서 북한군 침투를 저지했다.
9월 1일 아침이 지나기도 전에, 미국 제2사단 본부로 들어오는 보고들은 북한군이 남북 창녕-영산 도로를 돌파하여 사단을 두 동강 냈다는 것을 분명히 했다. 북쪽의 제38보병연대와 제23보병연대, 그리고 대부분의 사단 포병은 사단 본부와 남쪽의 제9보병연대와 분리되었다. 카이저 소장은 이러한 상황에서 분할된 사단을 두 개의 특수 부대로 통제하고 지휘하는 것이 바람직하다고 판단했다. 따라서 그는 사단 포병 지휘관 로열 M. 헤인즈 준장에게 북부 집단의 지휘를 맡겼다. 남쪽 영산 지역에서는 카이저가 조셉 S. 브래들리 준장, 사단 부사령관에게 제9보병연대, 제2공병전투대대, 제72전차대대 대부분, 그리고 사단의 기타 부대들을 책임지도록 했다. 이 남부 집단은 브래들리 특수임무부대로 알려졌다.
북한군 제2사단의 세 개 연대, 즉 북쪽에서 남쪽으로 제4, 제17, 제6연대가 9월 1일 밤 낙동강을 건너 제23연대 구역으로 진입했다. 신반리 지역에 집중되어 있던 북한군 제2사단은 사실상 강을 가로질러 동쪽으로 공격했으며, 우포늪 상류와 하류의 창녕으로 향하는 두 개의 진격로를 점령하려 했다. 1950년 8월 31일 우포늪은 대부분 얕았지만 큰 수역이었다. 대규모 북한군 공격은 제38보병연대 구역의 북부를 제외한 사단 구역의 모든 곳에서 깊은 침투를 이루었다. 북한군 제9사단은 미국 제9보병연대에 맞서 두 개의 주요 지점에서 낙동강을 대규모로 건넜고, 동시에 북한군 제2사단은 미국 제23보병연대에 맞서 세 개의 주요 도하를 감행했으며, 북한군 제10사단은 미국 제38보병연대 구역의 현풍 근처 409고지 지역에서 더 많은 병력을 건너기 시작했다.
사단 및 연대 본부에서 거의 모든 전방 부대와의 통신이 두절되었다. 사단 본부로 정보가 서서히 쌓이면서 북한군이 사단 전선 중앙에 6 마일 (9.7 km) 폭과 8 마일 (13 km) 깊이의 구멍을 뚫었고 다른 곳에서는 덜 심각한 침투를 했다는 것이 분명해졌다. 미국 제9보병연대와 제23보병연대의 최전방 대대들은 다양한 수준의 혼란 상태에 있었고 일부 중대는 사실상 사라졌다. 카이저는 낙동강 동쪽의 창녕-영산 도로를 따라 방어를 조직하고, 북한군이 밀양과 청도로 이어지는 동쪽 고개로 진입하는 것을 막을 수 있기를 희망했다.
워커는 미국 제2사단 지역의 낙동강 돌출부에서 상황이 가장 위급하다고 판단했다. 그곳에서 북한군은 밀양을 위협했고, 그와 함께 제8군 전체의 진지를 위협했다. 워커는 미국 해병대 에드워드 크레이그 준장, 제1임시해병여단 사령관에게 해병대가 즉시 이동할 준비를 하라고 명령했다. 해병대는 13:30에 낙동강 돌출부로 출발할 준비를 마쳤다.
미국 제9보병연대 북쪽과 낙동강 돌출부 및 영산 주변의 전투에서, 미국 제23보병연대는 9월 1일 날이 밝은 후 매우 위태로운 상황에 처했다. 제1대대는 강변 진지에서 쫓겨나 서쪽으로 3 마일 (4.8 km) 고립되었다. 약 400명의 북한군이 이제 연대 지휘소를 점령하여 폴 L. 프리먼 주니어 대령이 지휘소를 약 600 야드 (550 m) 철수할 수밖에 없었다. 그곳에서 창녕 북서쪽 5 마일 (8.0 km) 지점에서 미국 제23보병연대 본부 및 본부 중대, 기타 연대 부대 및 연대 참모장교들이 3시간의 전투 끝에 북한군을 저지했다.
미국 제38보병연대 구역의 더 북쪽에서도 북한군은 활동적이었다. 9월 3일 06:00, 북한군 300명이 284고지에서 제38연대 지휘소를 공격했다. 이 전투는 9월 5일까지 계속되었다. 그날 F중대는 284고지를 점령하고 북한군 150명을 사살했다.
한편, 후방에서 이러한 작전이 진행되는 동안, 제23보병연대 제1대대는 가장 가까운 아군 부대 서쪽 3 마일 (4.8 km) 지점에서 고립되었다. 9월 1일 아침, 제38보병연대 제3대대는 모산리 근처 제23연대 지휘소에서 서쪽으로 공격하여 제1대대로 가는 길을 열었다. 고개에서 이틀째 전투에서 구원 부대는 공습과 포병 및 전차 지원 사격으로 도로 봉쇄선을 돌파했다. 대대의 선두 병력은 9월 2일 17:00에 제1대대와 합류했다. 그날 저녁, 북한군은 도로 북쪽 209고지에서 제38보병연대 제3대대를 강력하게 공격하여 한 중대를 진지에서 몰아냈다.
9월 4일, 헤인즈는 제38보병연대와 제23보병연대 간의 경계선을 변경하여 제23연대 구역의 북부를 제38보병연대에 넘겨주었고, 이로써 제1대대가 창녕으로 향하는 남쪽 진입로 방어를 돕기 위해 남쪽으로 이동할 수 있게 했다. 공격이 시작될 당시 약 1,100명이었던 제23보병연대 제1대대는 이제 약 600명으로 병력이 감소했다. 제23보병연대는 이제 모든 병력을 부곡리-창녕 도로에 있는 제2대대 진지에 집중시킬 계획을 세웠다. 제1대대는 그곳으로 이동하여 제2대대의 좌측면에 자리 잡았다. 동시에 연대 지휘소는 이 진지의 후방으로 이동했다. 이 연대 방어선에서 제23보병연대는 일련의 힘든 전투를 치렀다. 동시에 침투하는 북한군을 창녕과 보급로에서 소탕하기 위해 후방으로 전투 순찰대를 보내야 했다.
북한군 제2사단은 9월 8일 새벽에 동쪽으로 돌파하기 위해 제23보병연대 방어선에 대한 새로운 노력을 감행했다. 02:30에 시작된 이 공격은 포병의 강력한 지원을 받아 F중대를 침투했다. F중대의 진지가 복원되지 않으면 연대 전선 전체가 붕괴될 것이 분명했다. 모든 장교들이 사상자가 되자, 제2대대 부관 랄프 R. 로빈슨 중위가 중대 지휘를 맡았다.
날이 밝아오자 공격은 줄어들었지만, 그날 밤 다시 재개되었다. 북한군은 방어선을 반복적으로 공격했다. 이번에는 9월 9일 낮까지 전투를 계속했다. 그 후 미 공군은 지상군을 돕기 위해 연대 방어선 상공에 강력한 항공 지원을 집중시켰다. 아침 동안 보병 중대에서 부상자들이 거의 끊이지 않고 의무실로 왔다. 본부 중대와 특수 부대에서 동원 가능한 모든 병력이 소대로 편성되어 가장 위급한 지점에 투입되었다. 한때 연대 예비대는 6명으로 줄어들었다. 12:00 직후 공격이 마침내 멈췄을 때 제23연대의 전투 효율성은 겨우 38%로 추정되었다.
이 치열한 주야간 전투로 북한군 제2사단은 남은 공격력의 대부분을 잃었다. 며칠 후 포로로 잡힌 북한군 제2사단 제17연대 의무 장교는 사단이 매일 밤 약 300명을 부곡리 병원으로 후송했으며, 9월 첫 두 주 동안 창녕 서쪽 전투에서 제2사단은 전사자 1,300명과 부상자 2,500명을 잃었다고 말했다. 9월 9일까지 공격력이 거의 소진되었음에도 불구하고, 사단은 중대 규모의 침투 부대로 창녕 주변 후방 지역을 계속 괴롭혔다. 정찰대는 매일 주요 보급로를 개통하고 마을을 소탕해야 했다. 북한군과 미군 병사들은 며칠 동안 낙동강을 따라 전투를 계속했다. 북한군의 공격 능력은 거의 파괴되었고, 미군 병사들은 추가 공격에 대비하여 진지를 유지하기로 결심했다.

#### 영산
9월 1일 아침, 낙동강 도하와 미군 전선 돌파 후, 북한군 제9사단 제1연대와 제2연대는 전쟁 최초의 공세에서 영산에서 불과 몇 마일 떨어진 곳에 서 있었다. 제3연대는 인천에 남아 있었지만, 사단장 박교삼 소장은 영산을 점령할 가능성이 크다고 느꼈다. 북한군 제9사단이 영산에 접근하면서, 제1연대는 북쪽에, 제2연대는 남쪽에 있었다. 사단에 배속된 지원 병력은 북한군 제1군단의 76mm 포병대대 1개, 대공포병대대 1개, 북한군 제16기갑여단의 전차대대 2개, 북한군 제4사단의 포병대대 1개로 구성되어 있었는데, 이는 이례적으로 강력한 지원이었다. 그 뒤를 이어 강을 건너온 제4사단은 병력이 크게 약화되고 무기가 부족하며 대부분 미숙한 보충병으로 이루어진 부대였다. 포획된 북한군 문건은 신반리 지역에서 낙동강 돌출부로 공격한 이 부대 집단을 북한군 제1군단의 주력이라고 언급했다. 제9사단 병력은 9월 1일 오후 영산 서쪽 고지대에 도달했다.
9월 1일 아침, E중대의 잔해만 남은 상태에서, 미국 제9보병연대, 제2보병사단은 사실상 영산을 방어할 병력이 없었다. 이 비상사태에서 사단장 카이저 소장은 제2공병전투대대를 연대에 배속시켰다. 미국 제72전차대대와 제2사단 수색중대도 영산과 가까운 진지에 배치되었다. 연대장은 공병대를 영산 북서쪽에 아치형으로 둘러싸고 있는 낮은 고지대에 배치할 계획이었다. 혼란스러운 미군 부대들은 영산으로 철수하라는 명령을 받았다. 밀양으로 가는 길은 영산에서 남쪽으로 나와 이 산의 서쪽 끝을 돌아 남쪽 기슭을 따라 동쪽으로 이어졌다. 그 진지에서 그들은 마을뿐만 아니라 출구인 밀양으로 가는 길도 장악했다. 북한군도 남쪽에서 영산으로 접근했다. 그날 밤 북한군 병사들은 영산 주변의 저지대를 넘어 남쪽에서 마을로 진입했다.
미군 부대들은 재집결하여 북한군의 공격을 저지하려 했지만, 너무 혼란스러워 효과적인 저항을 할 수 없었다. 저녁까지 북한군은 서쪽 산으로 밀려났다. 저녁에는 제2대대와 제2공병전투대대 A중대가 영산 너머 0.5 마일 (0.80 km) 지점의 첫 번째 낮은 고지대에 자리 잡았는데, 공병대는 서쪽에, 제2대대는 마을 북서쪽에 있었다. 적어도 당분간은 밀양으로 향하는 북한군의 진격은 멈추었다. 이 시점에, 병력이 절망적으로 부족했던 미군 부대들은 한국군 증강병 (카투사)으로 보강되기 시작했다. 그러나 카투사와 미군 병사들 간의 문화적 차이로 인해 긴장이 발생했다. 9월 2일 09:35, 북한군이 영산 남쪽 끝의 공병 부대를 파괴하고 밀양으로 가는 길을 뚫으려 시도하는 동안, 워커는 제1임시해병여단을 미국 제2사단에 배속시키고 사단의 모든 가용 병력과 해병대에 의한 협조된 공격을 명령했는데, 임무는 제2사단 구역의 낙동강 동쪽 북한군을 전멸시키고 강변 방어선을 복원하는 것이었다. 해병대는 이 임무가 완료되는 즉시 제2사단 통제에서 해제될 예정이었다.

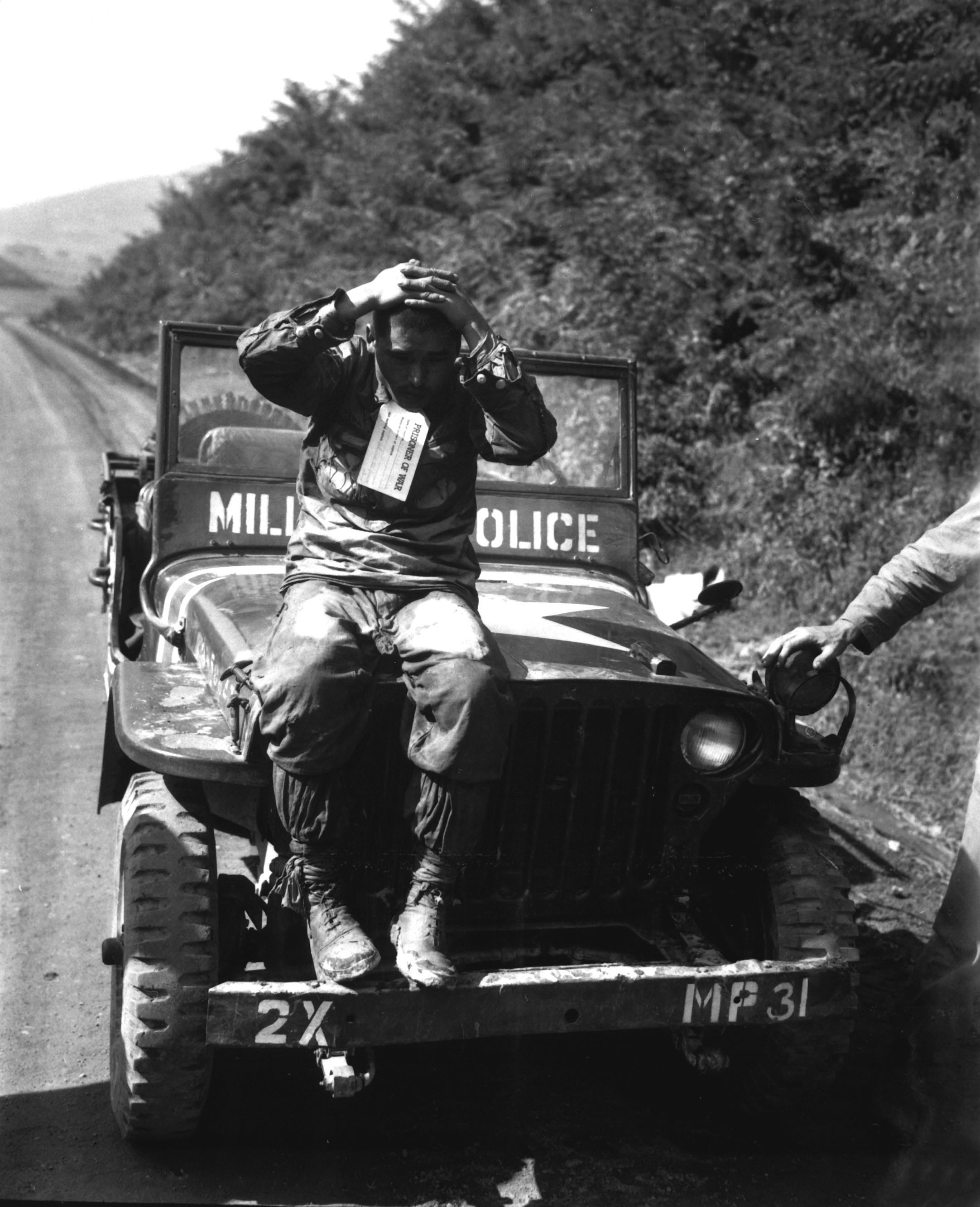
9월 4일 낙동강 돌출부에서 미 해병대에 포로로 잡힌 북한군 포로.

9월 3일 03:00에서 04:30 사이에 제1임시해병여단은 전방 집결지로 이동했다. 제5해병연대 2대대는 영산 북쪽에, 제5해병연대 1대대는 영산 남쪽에 집결했다. 제5해병연대 3대대는 영산 남서쪽으로 연대 구역으로 진입하는 길목을 따라 경계 진지를 구축했다. 해병대의 공격은 9월 3일 08:55에 영산 서쪽 0.5 마일 (0.80 km) 지점의 북한군 점령 고지대를 향해 논밭을 가로질러 시작되었다. 공습, 포병 집중 사격, 제1대대의 기관총 및 소총 사격이 두 번째 능선에서 올라오던 북한군 증원 병력을 노출된 논밭에서 포착하여 대부분을 사살했다. 그날 밤 해병대는 영산 서쪽 2 마일 (3.2 km) 지점에 방어선을 구축했다. 9월 3일 해병대 총 사상자는 전사 34명, 부상 157명이었다. 해병대와 공격을 조율하면서 제9보병연대는 북쪽에서 해병대와 나란히 진격했다. 역공은 9월 4일 08:00에 계속되었고, 처음에는 거의 저항이 없었다. 해가 질 무렵 역공은 3 마일 (4.8 km)를 더 진격했다. 그날 밤은 새벽 직전까지 조용했다. 북한군은 그 후 해병대 우측의 제9보병연대를 공격했고, 가장 큰 타격은 G중대에 가해졌다. 비가 다시 내리기 시작했고, 공격은 폭우 속에서 이루어졌다. 제9보병연대 전방에 집중된 미군 포병 사격은 이 주야간 전투에서 북한군을 격퇴하는 데 큰 도움이 되었다.
9월 5일 아침, 10분간의 포병 준비 포격 후, 미군 부대는 세 번째 역공을 개시했다. 공격이 진행되면서 해병대는 오봉리 능선에 접근했고, 제9보병연대는 한 달 전 제1차 낙동강 돌출부 전투에서 치열하게 싸웠던 클로버리프힐에 접근했다. 그곳, 오전 중반에, 전방의 고지대에 북한군 병사들이 참호를 파고 있는 것을 볼 수 있었다. 해병대는 두 고지 사이의 고개에 접근하여 북한군이 점령한 고지대 앞에 진지를 잡았다. 14:30경 약 300명의 북한군 보병이 투곡리 마을과 은폐 진지에서 나와 도로 북쪽, 투곡리 동쪽의 125고지에서 B중대를 강타했다. 두 대의 T-34 전차가 기습하여 선두에 있던 두 대의 해병대 M26 퍼싱 전차를 격파했다. 파괴된 퍼싱 전차가 사격을 가로막았기 때문에 다른 4대는 더 좋은 진지로 후퇴했다. B중대와 제1대대의 공격조는 3.5인치 로켓 발사기를 들고 급히 출격하여 전차 두 대와 그 뒤를 따르던 장갑차 한 대를 파괴했다. 북한군 보병 공격은 잔혹했고, A중대 증원 병력과 육군 포병 및 해병대 81mm 박격포의 지원이 이를 격퇴하는 데 도움이 되기 전까지 B중대에 25명의 사상자를 입혔다. 9월 5일은 부산 교두보 전체에서 사상자가 많이 발생한 날이었다. 육군 부대는 전사 102명, 부상 430명, 실종 587명으로 총 1,119명의 사상자가 발생했다. 해병대 부대는 전사 35명, 부상 91명으로 총 126명의 전투 사상자가 발생했다. 이 날 미군 총 전투 사상자는 1,245명이었다. 이 날 북한군 사상자 수는 알려져 있지 않지만, 막대한 사상자를 입었을 것으로 보인다.
포로들의 진술에 따르면, 9월 3일부터 5일까지 영산 서쪽에서 이루어진 미군의 역공은 북한군 사단에게 전쟁에서 가장 피비린내 나는 참패 중 하나로 이어졌다. 비록 약화된 북한군 제4사단의 지원을 받은 북한군 제9사단의 잔해가 9월 6일 오봉리 능선, 클로버리프힐, 그리고 낙동강까지 이어지는 중간 지형을 여전히 점령하고 있었지만, 사단의 공격력은 미군의 역공이 끝날 무렵 소진되었다. 북한군 제9사단과 제4사단은 공세를 재개할 수 없었다.
9월 6일 자정 직후, 제1임시해병여단은 일본으로 이동하여 다른 해병대 부대와 합류하여 제1해병사단을 편성하라는 명령을 받고 부산으로 돌아갔다. 이는 워커 사령부와 맥아더 사령부 간의 격렬한 의견 불일치 끝에 이루어졌다. 워커는 해병대 예비대 없이는 부산 교두보를 유지할 수 없다고 말했고, 맥아더는 해병대 없이는 인천 상륙 작전을 수행할 수 없다고 말했다. 맥아더는 제17보병연대를, 그리고 나중에는 제65보병연대를 워커의 예비대에 추가할 것이라고 응답했지만, 워커는 경험 없는 병력이 효과적이지 않을 것이라고 느꼈다. 워커는 전이 시점이 교두보가 유지될지 불확실한 때였기 때문에 위험하다고 생각했다.

### 마산

#### 함안
최서단, 제25사단 전선 중앙에서 폴 F. 로버츠 중령이 이끄는 제24보병연대 제2대대는 함안 서쪽 두 번째 능선, 마을에서 1 마일 (1.6 km) 떨어진 곳의 정상부를 점령하고 있었다. 북한군 점령 지역인 중암리에서 보조 도로가 낮은 구릉 지대와 논을 가로질러 함안으로 이어졌는데, 이 도로는 주요 진주-마산 도로 남쪽 1 마일 (1.6 km) 지점에서 동쪽으로 뻗어 있었다. 이 도로는 함안 서쪽 1 마일 (1.6 km) 지점의 고개에서 로버츠 제2대대 진지를 통과했다. 8월 31일 늦은 오후, 제24보병연대 G중대 소속 관측병들은 자신들의 진지 전방 1 마일 (1.6 km) 지점에서 활동을 포착했다. 그들은 황혼녘에 이 지역을 공격하도록 두 차례의 공습을 요청했다. 미군 포병은 이 지역에 대규모 집중 포격을 가했지만, 이 사격의 효과는 알려지지 않았다. 전선에 있는 모든 미군 부대들은 북한군의 가능한 공격에 대비하여 경계 태세를 취했다.
그날 밤 북한군은 유엔군 전체에 대한 협조된 공세를 개시했다. 북한군 제6사단이 먼저 진격하여 중암리-함안 도로의 고개 북쪽에 있던 F중대를 강타했다. 고개의 대한민국 국군 병사들은 진지를 버리고 고개 남쪽의 G중대로 후퇴했다. 북한군은 고개에서 75mm 무반동총을 노획하여 미군 전차에 발사하여 두 대를 격파했다. 그들은 그 후 고개 동쪽 끝의 82mm 박격포 진지를 점령했다. 고개 남쪽, 새벽에 휴스턴 M. 맥머리 중위는 자신의 소대에 배정된 69명의 병사 중 미군과 대한민국 국군을 섞어 15명만이 남아 있다는 것을 알게 되었다. 북한군은 새벽에 이 진지를 공격했다. 그들은 M1918 브라우닝 자동소총을 가진 병사가 지키기로 되어 있던 유자철선 방어선 개구부를 통해 들어왔지만, 그 병사는 도망쳤다. 수류탄을 던지고 기관단총 사격을 퍼부으며 북한군은 신속하게 진지를 점령했다. 수많은 장교와 부사관들이 병사들을 전선으로 돌려보내려 시도했지만, 그들은 명령에 따르지 않았다. 한 경우에 대한민국 국군 병사들은 탈출을 막으려던 자신의 중대장을 살해하기도 했다.

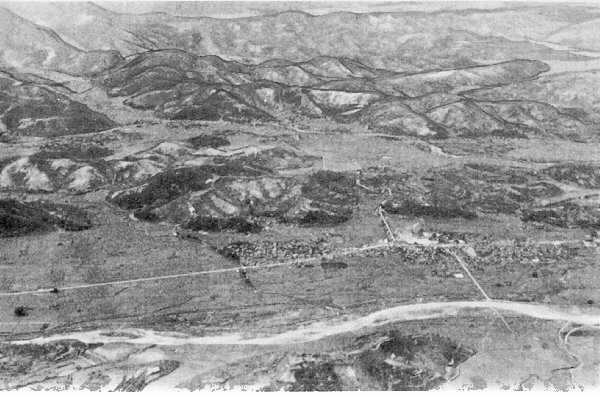
1950년 함안. 제24보병연대 진지는 마을 서쪽(왼쪽) 능선에 있었다.

북한군의 공격이 시작된 직후, 제24보병연대 제2대대 대부분이 진지를 버리고 도주했다. 중대별로, 대대는 전선 전체에 걸쳐 강력한 공격을 받았고, 각 중대의 몇십 명을 제외하고는 각 대형은 빠르게 무너졌으며, 대부분의 병사들은 장교의 명령에 반하여 함안으로 도망쳤다. 북한군은 무너지는 미군 전선을 빠르게 통과하여 제2대대 지휘소를 점령하고 그곳에서 여러 명을 사살하며 대대의 장비 대부분을 파괴했다. 제2대대가 무너지자 함안은 북한군의 직접 공격에 노출되었다. 북한군이 함안을 포위하자 제2대대장 로버츠는 한 장교에게 대대 잔여 병력을 이끌고 마을 남쪽 끝에 도로 봉쇄선을 설치하라고 명령했다. 그 장교는 많은 병사들에게 동행을 지시했지만, 겨우 8명만이 따랐다. 제2대대는 더 이상 효과적인 전투 병력이 아니었다. 소규모 병력 집단은 제자리에 남아 치열하게 싸웠지만, 대다수는 공격을 받자 도주했고, 북한군은 고르지 못한 저항을 우회할 수 있었다. 그들은 제2대대가 혼란 속에 무너지면서 함안을 포위했다.
북한군 공격이 제2대대를 돌파하자, 연대장 대령 아서 S. 챔프니는 함안 남쪽 진동리 도로에서 약 3 마일 (4.8 km) 떨어진 제1대대에 반격하여 전선을 복원하라고 명령했다. 로버츠는 이 반격에 합류할 수 있는 제2대대의 혼란스러운 병력 40명을 모두 모았고, 반격은 07:30에 시작되었다. 북한군과 접촉하자마자 제1대대는 무너져 후방으로 도주했다. 따라서 날이 밝은 직후 제24보병연대 제1대대와 제2대대의 흩어지고 혼란스러운 병사들은 함안 동쪽 2 마일 (3.2 km) 지점의 고지대로 도주했다. 북한군 제6사단의 2개 연대 대부분이 함안을 점령하고 유지하면서 함안 간격을 통해 쏟아져 들어왔다.
9월 1일 14:45, 사단장 윌리엄 B. 킨 소장은 제24보병연대 진지를 복원하기 위한 즉각적인 역공을 명령했다. 30분 동안 미 공군 항공기는 폭탄, 네이팜탄, 로켓, 기관총 사격으로 함안 주변의 북한군 진지를 공격했다. 그들은 또한 마을 주변의 북한군 점령 능선도 공격했다. 15분간의 집중 포격이 이어졌다. 함안에 불이 번졌다. 길버트 첵 중령이 이끄는 제1대대 보병은 16:30에 서쪽으로 공격을 개시했으며, 제79전차대대 A중대 소속 전차 소대의 지원을 받았다. 보병을 태운 8대의 전차가 함안으로 공격을 선도했고, 대부분의 북한군 병력이 마을을 버렸기 때문에 쉽게 도시를 점령했다. 북한군은 마을 서쪽 능선을 강력하게 점령하고 있었고, 그들의 기관총 사격은 모든 접근로를 휩쓸었다. 북한군 사격으로 전차 한 대가 파괴되었고, 공격하는 보병은 막대한 사상자를 입었다. 그러나 첵 대대는 공격을 계속하여 18:25까지 함안 서쪽 500 야드 (460 m) 지점의 첫 번째 긴 능선을 점령했다. 20:00까지 그들은 함안 서쪽 1 마일 (1.6 km) 지점의 더 높은 능선에 있는 옛 전투 진지의 절반을 확보했다. 능선의 나머지 부분 정상에서 불과 200 야드 (180 m) 떨어진 곳에서 보병은 밤새 참호를 팠다. 그들은 함안을 탈환하고 24보병연대의 옛 진지로 밀고 들어갔다.
북한군은 다음 주 내내 매일 함안을 공격했다. 9월 7일 북한군 침투 격퇴 후, 함안 공격은 교착 상태에 빠졌다. 병참 및 병력 부족에 시달리던 북한군은 배틀 마운틴의 제24보병연대 진지뿐만 아니라 남강의 제35보병연대 진지에 대한 공격에 더욱 집중했다. 함안의 제24보병연대 병력은 9월 18일까지 정찰 공격만 겪었다.

#### 남강
한편, 북한군 제7사단 병력은 미군 제35보병연대 전선을 공격하는 데 모든 노력을 기울였다. 8월 31일 23:30, 남강 건너편에서 북한군 SU-76 자주포가 강을 내려다보는 제35보병연대 G중대 진지에 포탄을 발사했다. 몇 분 안에 북한군 포병이 남지리 다리 서쪽의 연대 최전방 소총 중대 전체를 공격했다. 이 포격 엄호 아래 북한군 제7사단 증강 연대가 남강을 건너 제35보병연대 F중대와 G중대를 공격했다. 다른 북한군 병사들은 고암리 북쪽 논밭 앞과 강변 전선을 담당하는 존 L. 윌킨스 주니어 중령이 이끄는 제2대대와 남강에서 시비당산, 진주-마산 고속도로까지 이어지는 고지대를 담당하는 버나드 G. 티터 중령이 이끄는 제1대대 경계선 근처에서 수중 다리를 통해 남강을 건넜다. 장비와 증원 병력이 부족했던 제35보병연대는 장비가 부족했지만 그럼에도 불구하고 공격에 대비하고 있었다.

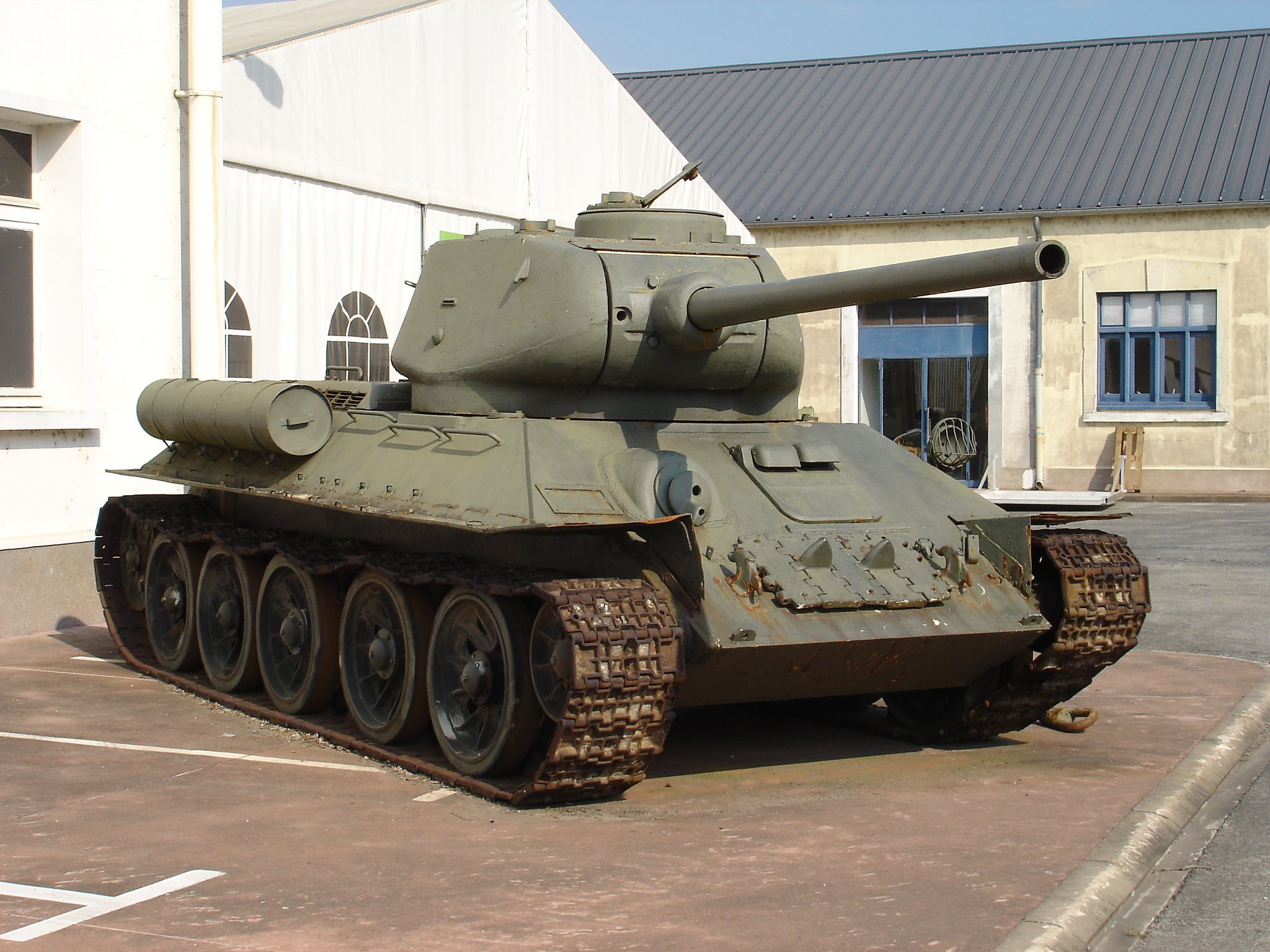
T-34 전차는 1950년 북한군이 사용한 표준 장갑차였으며, 마산에도 있었다.

두 대대 사이의 낮은 지대인 강 나루터 건널목에 헨리 피셔 중령은 300명의 대한민국 국민방위군을 배치했는데, 이들이 나머지 병력에게 경고 역할을 할 만큼 충분히 버텨줄 것이라고 예상했다. 그곳의 측면 고지에서 총들이 낮은 지대를 사격으로 엄호할 수 있었다. 고암리 후방에서 그는 북한군 침투가 발생할 경우 이를 저지하기 위해 제3대대를 역공 준비 상태로 유지했다. 예상외로, 나루터 근처의 국민방위군 중대는 첫 북한군 사격에 흩어졌다. 00:30, 북한군 병사들이 이 전선의 구멍을 통해 쏟아져 들어왔고, 일부는 좌측으로 방향을 틀어 G중대의 측면과 후방을 공격했고, 다른 병사들은 우측으로 방향을 틀어 고암리 도로 서쪽 언덕에 있던 C중대를 공격했다. 정찰소대와 C 및 D중대 병력 일부는 고암리 북쪽 가장자리의 제방을 따라 방어선을 형성했고, 새벽에 미군 전차들이 합류했다. 그러나 북한군은 피셔가 예상했던 것처럼 강 남쪽 4 마일 (6.4 km) 지점의 고암리 삼거리로 진격하지 않았다. 대신, 그들은 제2대대 뒤쪽 산으로 동쪽으로 방향을 틀었다.
9월 1일 새벽, C중대 본부 병력으로 구성된 전차 선두의 구원 부대가 시비당산으로 가는 길을 열고 B중대 2소대에 탄약을 보급했는데, 이는 또 다른 북한군 공격을 격퇴하는 데 적절한 시기였고, 북한군 77명을 사살하고 21명을 포로로 잡았다. 피셔의 제35보병연대가 G중대 전방 소대를 제외한 모든 원래 진지를 유지했지만, 3,000명의 북한군 병력이 전선 후방에 있었다. 가장 동쪽으로의 침투는 칠원 바로 남쪽의 고지대에 도달하여 그곳의 남북 도로를 내려다보았다.

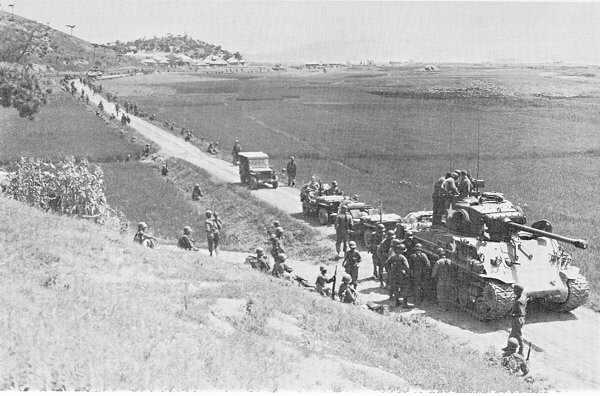
탈환된 공병 도로를 통과하는 제27보병연대 제2대대 병력.

오후 중반까지 킨은 상황이 너무 위험하다고 판단하여 제27보병연대 제2대대에게 제35보병연대 후방을 공격하라고 명령했다. 사단 포병의 상당 부분이 북한군 보병의 직접 공격을 받고 있었다. 9월 1일 오전, 북한군 제7사단 병력이 공격했을 때, 그들이 마주친 첫 번째 미군 부대는 간극의 북쪽 어깨에 있던 제35보병연대 G중대였다. 일부 북한군 부대가 G중대를 공격하기 위해 떨어져 나가는 동안, 다른 부대들은 계속 전진하여 그곳에서 하류로 2 마일 (3.2 km) 떨어진 E중대와 교전했으며, 또 다른 부대들은 남지리 다리를 지키던 F중대 1소대까지 흩어진 F중대 부대들을 공격했다. 그곳, 제25사단 최우익 측면에서 이 소대는 치열한 전투 끝에 북한군 병력을 물리쳤다. 9월 2일까지 E중대는 격렬한 전투에서 북한군 1개 대대 대부분을 격파했다.
다음 주 내내 제35보병연대 후방에서 치열하고 혼란스러운 전투가 계속되었다. 고립되고 차단된 대대, 중대, 소대는 고위 지휘부의 통제와 도움 없이 독립적으로 싸웠으며, 많은 곳에 보급된 공중투하에만 의존했다. 공중투하는 또한 최전방 부대에 도달하려던 구원 부대에도 보급했다. 전차와 장갑차는 식량과 탄약을 싣고 고립된 부대로 이동했으며, 복귀 시 중상자들을 싣고 돌아왔다. 대체로 제35보병연대는 원래의 전투 진지에서 싸웠고, 처음에는 1개 대대, 나중에는 2개 대대의 제27보병연대가 후방 지역에서 활동하는 것으로 추정되는 3,000명의 북한군을 뚫고 제35보병연대로 진격했다.
9월 5일 이후 제25사단은 전반적으로 압력이 훨씬 줄어들었지만, 여전히 심각한 국지적 공격이 있었다. 9월 8일과 9일의 폭우로 남강과 낙동강의 수위가 높아져 새로운 도하의 위험이 줄어들었다. 그러나 제35보병연대 제2대대에 대한 북한군 공격은 매일 밤 발생했다. 그들의 주요 목표 중 하나인 남지리 다리로의 접근로는 지뢰가 매설되어 있었다. 한때 그 지역에는 약 100구의 북한군 시체가 널려 있었다. 9월 9일부터 16일까지 제35보병연대 전선에는 제한적인 공격만 있었지만, 북한군의 기세는 대부분 꺾였고, 연대에 대한 강력한 공격을 다시 감행할 수 없었다.

## 여파
낙동강 대공세는 한국 전쟁에서 가장 잔혹한 전투 중 하나였다. 북한군은 초기에 여러 지점에서 유엔군 전선을 돌파하고 유엔군 부대를 포위하고 밀어내는 데 상당한 성공을 거두었다. 9월 4일-5일 상황은 유엔군에게 너무나 심각하여 미 제8군과 대한민국 국군이 대구에서 부산으로 본부 요소를 이동시켜 중무장 통신 장비를 점령당하고 잃는 것을 막았지만, 워커는 소규모 전방 분견대와 함께 대구에 남아 있었다. 그들은 또한 데이비슨 라인이라고 불리는 더 작은 방어선으로 철수하기 위한 병참 시스템을 준비했다. 그러나 9월 6일까지 워커는 또 다른 철수가 필요하지 않다고 판단했다.
일부 역사가들은 낙동강 대공세의 목표가 처음부터 달성 불가능했다고 주장한다. 역사가 T. R. 페렌바크에 따르면, 북한군보다 장비가 더 좋았던 미군은 일단 연속적인 전선을 형성할 기회를 얻자마자 적군을 쉽게 격파할 수 있었다. 동시에 북한군은 여러 지점에서 방어선을 돌파했고 잠시 동안 이득을 활용할 수 있었다.
이어 9월 15일 인천 상륙 작전은 이미 약화된 교두보 주변 병력을 측면 공격하며 북한군에게 치명적인 타격을 입혔다. 사실상 장비도 없고 병력이 고갈되었으며 사기도 저하된 북한군은 심각한 불리한 입장에 처해 있었고, 인천 상륙을 격퇴하려 시도하는 동안 부산 교두보에 대한 압력을 계속할 수 없었다. 9월 16일 제8군은 부산 교두보에서 돌파를 시작했다. 9월 23일까지 북한군은 부산 교두보에서 전면적으로 퇴각하고 있었고, 유엔군은 북쪽으로 신속하게 추격하며 도중에 잃었던 지역을 탈환했다.
북한군의 파괴는 북한군 단독으로는 전쟁을 계속하는 것을 불가능하게 만들었다. 대규모 장비 및 병력 손실은 전쟁 초기 한국군의 손실에 필적했다. 북한군은 전투 병력으로서 완전히 붕괴되었고, 남은 병력은 북한으로 후퇴하여 이제 육상, 공중, 해상에서 압도적인 우위를 점한 유엔군에 대해 매우 약한 저항을 보였다. 많은 수적으로 열세인 북한군 부대들은 단순히 항복했는데, 수천 명의 부대에서 겨우 수백 명으로 줄어들었기 때문이었다.

## 같이 보기
- 인천 상륙 작전

### 인용
1. ↑  The Times, August 24, 1950.
2. ↑  The Times, September 6, 1950.
3. ↑  Appleman 1998, 392쪽
4. 1 2  Varhola 2000, 6쪽
5. 1 2 3  Fehrenbach 2001, 138쪽
6. 1 2 3 4  Appleman 1998, 393쪽
7. ↑  Appleman 1998, 367쪽
8. ↑  Bowers, Hammong & MacGarrigle 2005, 149쪽
9. ↑  Appleman 1998, 369쪽
10. ↑  Fehrenbach 2001, 130쪽
11. ↑  Alexander 2003, 139쪽
12. ↑  Appleman 1998, 353쪽
13. ↑  Alexander 2003, 143쪽
14. 1 2  Catchpole 2001, 31쪽
15. ↑  Fehrenbach 2001, 136쪽
16. ↑  Fehrenbach 2001, 135쪽
17. 1 2  Millett 2000, 506쪽
18. 1 2  Bowers, Hammong & MacGarrigle 2005, 157쪽
19. 1 2 3 4 5 6 7 8 9 10 11  Fehrenbach 2001, 139쪽
20. ↑  Catchpole 2001, 32쪽
21. 1 2  Appleman 1998, 394쪽
22. 1 2 3 4  Millett 2000, 507쪽
23. 1 2  Appleman 1998, 395쪽
24. ↑  Millett 2000, 508쪽
25. 1 2 3  Appleman 1998, 181쪽
26. 1 2  Appleman 1998, 396쪽
27. 1 2 3 4 5 6 7 8 9 10  Alexander 2003, 182쪽
28. 1 2  Appleman 1998, 180쪽
29. 1 2  Appleman 1998, 397쪽
30. 1 2 3 4 5  Appleman 1998, 398쪽
31. ↑  Millett 2000, 557쪽
32. 1 2 3 4  Millett 2000, 558쪽
33. 1 2 3 4 5 6  Catchpole 2001, 33쪽
34. 1 2  Millett 2000, 559쪽
35. 1 2  Appleman 1998, 399쪽
36. ↑  Millett 2000, 560쪽
37. 1 2  Appleman 1998, 400쪽
38. 1 2  Appleman 1998, 401쪽
39. ↑  Millett 2000, 561쪽
40. 1 2 3  Appleman 1998, 402쪽
41. ↑  Appleman 1998, 404쪽
42. ↑  Millett 2000, 562쪽
43. ↑  Appleman 1998, 405쪽
44. ↑  Appleman 1998, 408쪽
45. 1 2  Appleman 1998, 409쪽
46. 1 2 3  Appleman 1998, 410쪽
47. 1 2 3 4 5  Appleman 1998, 411쪽
48. 1 2 3 4 5  Catchpole 2001, 34쪽
49. ↑  Appleman 1998, 412쪽
50. 1 2  Appleman 1998, 413쪽
51. 1 2 3 4 5  Appleman 1998, 414쪽
52. 1 2 3 4 5 6 7 8 9 10  Catchpole 2001, 35쪽
53. 1 2  Appleman 1998, 415쪽
54. ↑  Appleman 1998, 418쪽
55. 1 2 3 4  Appleman 1998, 419쪽
56. 1 2 3 4 5  Appleman 1998, 420쪽
57. 1 2 3 4  Alexander 2003, 186쪽
58. 1 2 3  Appleman 1998, 421쪽
59. ↑  Catchpole 2001, 36쪽
60. 1 2  Alexander 2003, 187쪽
61. 1 2 3  Fehrenbach 2001, 140쪽
62. 1 2  Fehrenbach 2001, 141쪽
63. 1 2 3 4  Appleman 1998, 422쪽
64. ↑  Appleman 1998, 423쪽
65. 1 2  Appleman 1998, 424쪽
66. 1 2 3 4 5 6 7 8  Fehrenbach 2001, 155쪽
67. 1 2 3  Appleman 1998, 425쪽
68. 1 2  Appleman 1998, 426쪽
69. 1 2 3  Appleman 1998, 427쪽
70. 1 2 3 4  Appleman 1998, 469쪽
71. 1 2 3  Fehrenbach 2001, 156쪽
72. ↑  Appleman 1998, 428쪽
73. 1 2  Appleman 1998, 429쪽
74. 1 2 3  Appleman 1998, 430쪽
75. 1 2 3  Appleman 1998, 431쪽
76. 1 2 3 4 5 6 7 8 9 10  Fehrenbach 2001, 157쪽
77. 1 2 3 4 5  Appleman 1998, 432쪽
78. 1 2 3 4 5 6 7  Alexander 2003, 184쪽
79. 1 2 3  Appleman 1998, 433쪽
80. ↑  Appleman 1998, 434쪽
81. 1 2 3 4 5  Appleman 1998, 435쪽
82. 1 2 3 4 5  Fehrenbach 2001, 158쪽
83. ↑  Appleman 1998, 436쪽
84. 1 2 3 4 5 6  Appleman 1998, 443쪽
85. 1 2 3 4 5 6 7 8 9 10 11  Fehrenbach 2001, 143쪽
86. 1 2 3 4  Appleman 1998, 447쪽
87. 1 2 3 4 5 6 7 8 9 10  Alexander 2003, 183쪽
88. 1 2 3 4 5 6  Appleman 1998, 448쪽
89. ↑  Fehrenbach 2001, 144쪽
90. 1 2  Appleman 1998, 449쪽
91. 1 2 3 4 5  Appleman 1998, 450쪽
92. 1 2 3 4 5  Fehrenbach 2001, 146쪽
93. 1 2  Appleman 1998, 451쪽
94. ↑  Appleman 1998, 452쪽
95. 1 2  Fehrenbach 2001, 147쪽
96. ↑  Appleman 1998, 453쪽
97. 1 2 3 4 5  Appleman 1998, 466쪽
98. 1 2 3  Appleman 1998, 467쪽
99. 1 2 3 4  Fehrenbach 2001, 154쪽
100. 1 2 3 4 5  Appleman 1998, 468쪽
101. 1 2 3 4 5  Millett 2000, 532쪽
102. ↑  Appleman 1998, 459쪽
103. 1 2 3 4 5  Appleman 1998, 460쪽
104. 1 2  Fehrenbach 2001, 148쪽
105. ↑  Millett 2000, 533쪽
106. ↑  Appleman 1998, 461쪽
107. 1 2 3  Millett 2000, 534쪽
108. 1 2  Appleman 1998, 462쪽
109. ↑  Fehrenbach 2001, 149쪽
110. 1 2 3 4 5  Alexander 2003, 185쪽
111. ↑  Fehrenbach 2001, 150쪽
112. ↑  Appleman 1998, 463쪽
113. ↑  Millett 2000, 535쪽
114. ↑  Millett 2000, 536쪽
115. ↑  Fehrenbach 2001, 151쪽
116. ↑  Fehrenbach 2001, 152쪽
117. 1 2 3 4 5  Appleman 1998, 465쪽
118. ↑  Millett 2000, 537쪽
119. ↑  Appleman 1998, 603쪽
120. 1 2 3 4 5  Bowers, Hammong & MacGarrigle 2005, 162쪽
121. 1 2 3  Appleman 1998, 440쪽
122. 1 2  Bowers, Hammong & MacGarrigle 2005, 163쪽
123. 1 2 3 4  Appleman 1998, 441쪽
124. 1 2  Alexander 2003, 181쪽
125. ↑  Bowers, Hammong & MacGarrigle 2005, 164쪽
126. ↑  Bowers, Hammong & MacGarrigle 2005, 167쪽
127. ↑  Bowers, Hammong & MacGarrigle 2005, 165쪽
128. ↑  Bowers, Hammong & MacGarrigle 2005, 169쪽
129. ↑  Appleman 1998, 480쪽
130. ↑  Bowers, Hammong & MacGarrigle 2005, 175쪽
131. 1 2 3 4  Appleman 1998, 442쪽
132. ↑  Bowers, Hammong & MacGarrigle 2005, 158쪽
133. ↑  Bowers, Hammong & MacGarrigle 2005, 159쪽
134. 1 2  Appleman 1998, 472쪽
135. ↑  Bowers, Hammong & MacGarrigle 2005, 177쪽
136. ↑  Appleman 1998, 477쪽
137. ↑  Appleman 1998, 479쪽
138. ↑  Bowers, Hammong & MacGarrigle 2005, 176쪽
139. ↑  Varhola 2000, 7쪽
140. ↑  Appleman 1998, 416쪽
141. 1 2  Appleman 1998, 572쪽
142. ↑  Appleman 1998, 546쪽
143. ↑  Appleman 1998, 600쪽
144. ↑  Appleman 1998, 604쪽

## 추가 자료
- Hastings, Max (1988), 《The Korean War》, 뉴욕 (뉴욕주): 사이먼 & 슈스터, ISBN 978-0-671-66834-1
- Millett, Allan R. (2000), 《The Korean War, Volume 1》, 링컨 (네브래스카주): University of Nebraska Press, ISBN 978-0-8032-7794-6